# バッファロー・ビルズ
バッファロー・ビルズ（英語: Buffalo Bills、略称: BUF） は、アメリカ合衆国ニューヨーク州オーチャードパークに本拠地をおくNFLチーム。AFC東地区に所属している。
チーム名には「バッファロー」の地名を冠しているが、チームはバッファロー郊外のオーチャードパークにあるハイマーク・スタジアムをホームスタジアムとしている。チームの本部と練習場もオーチャードパークに位置している。

## 概要
1960年のアメリカン・フットボール・リーグ（AFL）創設と共に誕生したチームである。1964年と1965年にAFLのチャンピオンとなった後、1970年にAFLがNFLに吸収されたことでAFC東地区の所属となった。1980年代後半から1990年代にかけて抜群の強さを誇り、特に1990年から1993年は、第25回・第26回・第27回・第28回と4年連続でスーパーボウルに出場した。しかしながら、4戦全て敗退しており、2021年現在もスーパーボウル優勝を果たしたことはない。2000年以降は、同地区のニューイングランド・ペイトリオッツの台頭などもあって低迷が続き、2017年に18年ぶりにプレーオフ出場した際は「北米4大リーグのうち21世紀に入ってから最後にプレーオフに出場したチーム」という不名誉な記録となった。
チーム名の由来は、地域名のバッファローに開拓期の著名人バッファロー・ビルを掛けた洒落。尚、バッファロー・ビルはアイオワ州出身であり、都市のバッファローとの地縁は全くない。

## 歴史

### AFL時代

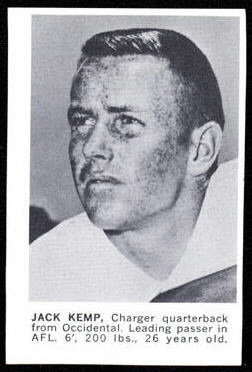
1960年代にQBとして活躍したジャック・ケンプ

1960年に創設され、アメリカン・フットボール・リーグ (AFL) のメンバーとなった。ディフェンス重視のチームであり、1964年にはラッシングディフェンスで913ヤードしか許さなかった。これはリーグ記録である。またこのシーズンには50サックを記録してこれもチーム記録となっている。このときの1シーズンは14試合であったが13勝1敗で終了した。13勝という数字はAFL記録であった。ラッシングTDは4つしか許さず、翌年の1965年にかけて17試合連続でラッシングTDを許さなかった。チームは1964年・1965年の2年連続AFLで優勝した。また1966年もAFL EASTを制した。プレーオフには1963年から1966年まで4年連続出場しており、これはAFL唯一である。当時のQBは、後に1988年アメリカ合衆国大統領選挙で候補者の座を争い、1996年アメリカ合衆国大統領選挙ではボブ・ドールの副大統領候補となったジャック・ケンプだった。

### O・J・シンプソンの時代
1969年、O・J・シンプソンをドラフトで獲得した。1970年にAFLがNFLに吸収されて、NFL東地区に所属することとなったが、1971年にはリーグ最低の1勝13敗に終わり、得点は最少の184点、失点は最多の394点となった。リッチ・スタジアムが開場した1973年、QBとしてジョー・ファーガソンが加入するとチーム状況は好転した。シンプソンは2,000ヤードラッシャーとなり、チームも1966年以来の勝ち越しを決めた。1974年にはチームはNFLに加入後初めてプレーオフに進出したが、スーパーボウルを制覇したピッツバーグ・スティーラーズに敗れた。その後チームは低迷して1977年のシーズン終了後にシンプソンはサンフランシスコ・49ersにトレードされた。

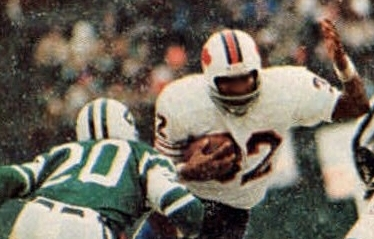
1970年代のビルズを代表する選手であるRBのO・J・シンプソン

1975年11月17日、シンシナティ・ベンガルズとのマンデーナイトフットボールで、シンプソンが197ヤードを走ったが、相手QBケン・アンダーソンに447ヤードを投げられて、24-33で敗れた。
1980年は、ビルズにとって特別な年となった。この年マイアミ・ドルフィンズに11年目で初勝利、AFC東地区優勝を決めた。1981年にもプレーオフに出場、1回戦は勝ち上がったが、2回戦でAFCチャンピオンとなったシンシナティ・ベンガルズに敗れた。翌1982年はストライキで短縮されたシーズンを4勝5敗で終えた。1983年のドラフトではジム・ケリーを指名したが彼はUSFLでプレーすることを選んだ。1984年は開幕から11連敗して2勝14敗、1985年も2勝14敗に終わった。

### マーブ・リービーとジム・ケリーの時代
USFLが消滅した結果、ケリーは1986年にチームに入団した。この年のシーズン途中2勝7敗となった時点でチームはハンク・ブローフヘッドコーチを解任して元カンザスシティ・チーフスのヘッドコーチだったマーブ・リービーを起用した。アンドレ・リード、ブルース・スミス、優秀なオフェンシブラインマンでチームの戦力は充実してきていた。1988年にドラフトでサーマン・トーマスが加入、その後4年連続でAFC東地区優勝を果たした。

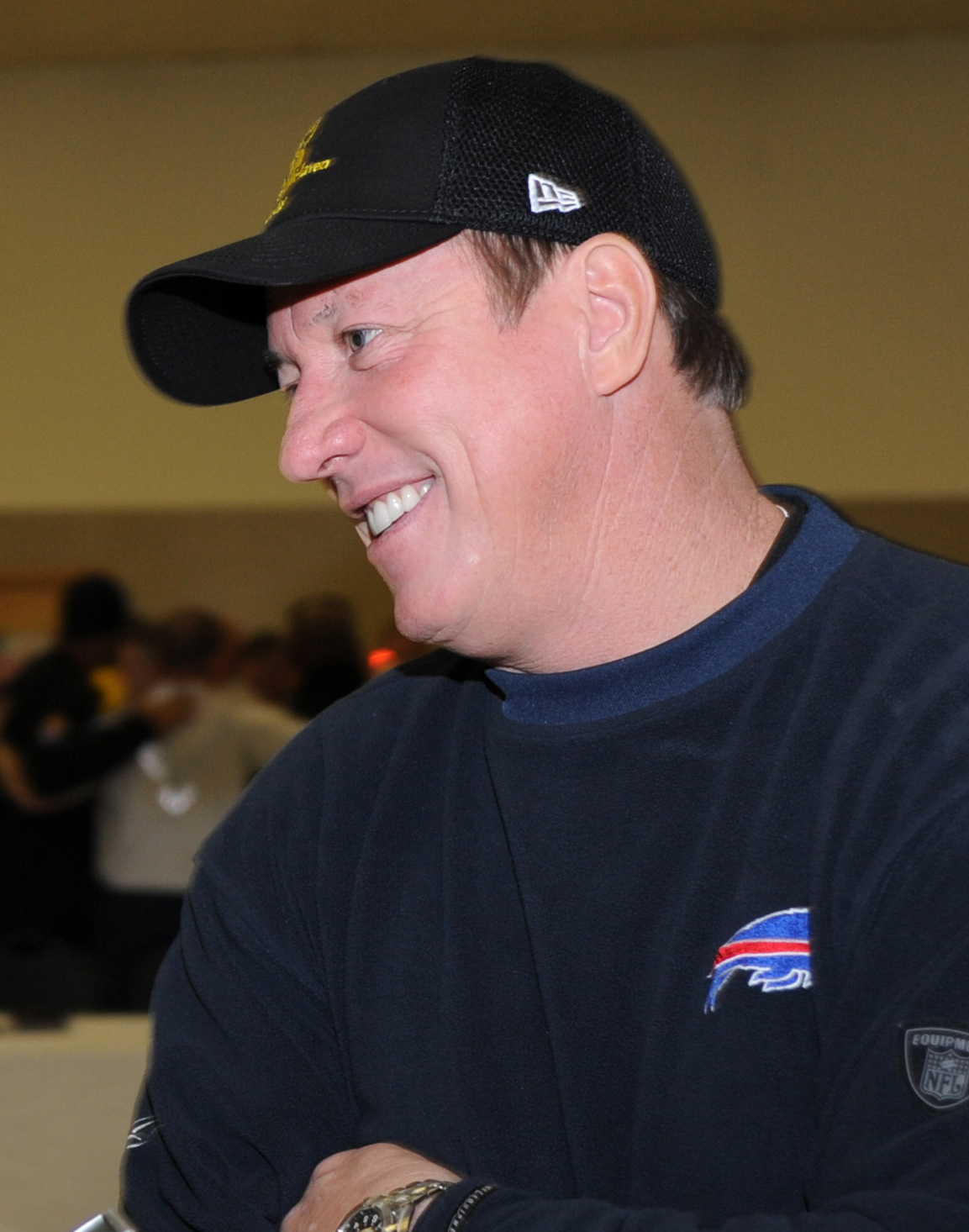
1990年代に活躍したQBジム・ケリー

1988年は、最初の12試合で11勝し、第12週に8年ぶりの地区優勝を決めて、12勝4敗でシーズンを終えたが、AFCチャンピオンシップゲームでシンシナティ・ベンガルズに2-10で敗れた。
1989年はブルース・スミスが契約でもめ、さらに薬物問題で出場停止処分も受けた。チームは前半8試合を6勝2敗で折り返したが、シーズン後半の8試合で3勝5敗、シーズン5勝11敗のニューイングランド・ペイトリオッツ、3勝13敗のアトランタ・ファルコンズにも敗れた。最終週のニューヨーク・ジェッツとの対戦で37-0と圧勝したものの、クリーブランド・ブラウンズとのディビジョナルプレーオフでは、残り9秒にロニー・ハーモンがTDパスを落球、続くプレーで、ケリーのパスがクレイ・マシューズ・ジュニアにインターセプトされ、30-34で敗れた。
1990年からビルズはノーハドルオフェンスという新しいオフェンススタイルを生み出した。チームは13勝3敗でプレーオフに進出、そして初のスーパーボウル出場を決めて、ニューヨーク・ジャイアンツと対戦した。この試合はリーグ最多得点のビルズとリーグ最少失点のジャイアンツの対決となった。ジャイアンツはボールコントロールオフェンスに徹してビルズのオフェンス時間を減らす作戦に出た。またヘッドコーチのビル・パーセルズと、ディフェンスコーディネーターのビル・ベリチックによって有効なディフェンスが取られた。残り8秒で19-20とリードされた状態で最後47ヤードのFGをスコット・ノーウッドに狙わせたが、キックは大きく右に外れてしまった (Wide Right)。
1991年は、13勝3敗でトーマスが最優秀攻撃選手に選ばれた。この年もプレーオフを勝ち上がり、第26回スーパーボウルでワシントン・レッドスキンズと対戦したが、前半終了時点で0-24とリードされ最終的にも24-37で敗れた。
1992年は、マイアミ・ドルフィンズに地区優勝を明け渡し、ケリーがレギュラーシーズンの最終戦で負傷してしまい、プレーオフを控えQBのフランク・ライクで戦うこととなった。初戦でリーグ3位のディフェンスを誇るヒューストン・オイラーズと対戦し、一時は3-35と大量リードされながらも、NFL史上最多得点差からの逆転勝利を果たした。さらに敵地でスティーラーズ、ドルフィンズを破り、3年連続スーパーボウル出場を決めた。しかし第27回スーパーボウルでは9回のターンオーバー（インターセプト4回、ファンブル5回）を喫してダラス・カウボーイズに17-52で敗れた。試合終了間際にビルズがファンブルしたボールをリカバーしたレオン・レットがボールを拾いタッチダウンする直前にパフォーマンスをしていたところ、ドン・ビービーが後ろから追いついてボールを掻き出して阻止しなければ、スーパーボウルワースト記録となる59失点をするところであった。
1993年、2年ぶりに地区優勝を果たし、プレーオフを勝ち上がり史上初の4年連続スーパーボウル出場を果たした。第28回スーパーボウルでは2年連続、ダラス・カウボーイズと対戦、ハーフタイムでは13-6とリードしたが、後半トーマスがファンブルし、そのボールをリターンタッチダウンされるなどして13-30で逆転負けした。1994年は、7勝9敗と負け越しプレーオフ出場を逃した。
1995年、10勝6敗で地区優勝を果たしプレーオフに出場した。ドルフィンズを破った後、第30回スーパーボウルに出場したスティーラーズに21-40で敗れた。1996年、ニューイングランド・ペイトリオッツに続いて地区2位となりプレーオフに出場したが、チーム創設2年目の新興チーム、ジャクソンビル・ジャガーズに敗れた。シーズン終了後、ケリーは引退した。トーマスもこの年エースRBの座を若いアントワン・スミスに明渡した。1997年、ケリーを失ったチームは6勝10敗に終わり、リービーコーチも引退した。

### 21世紀初頭の低迷期
1998年、チームには2人のQBが加わった。1人はジャガーズの控えQBだったロブ・ジョンソン、もう1人はハイズマン賞を受賞しCFLのスター選手となっていたダグ・フルーティである。トレーニングキャンプやプレシーズンゲームではフルーティの方が良い成績を収めたが新ヘッドコーチのウェイド・フィリップスはジョンソンをエースQBとした。しかしジョンソンはシーズン途中で負傷したため、以降はフルーティが先発QBとなった。この年チームはプレーオフに進出し、ドルフィンズとの試合ではエリック・モールズがレシーブで240ヤード獲得のプレーオフにおけるチーム記録を作ったが敗れた。
1999年は11勝5敗だったが、インディアナポリス・コルツに続く地区2位となりプレーオフに出場。この年10勝をあげたフルーティに代えてヘッドコーチは先発QBにジョンソンを起用したがテネシー・タイタンズに敗れた。この試合ビルズは残り16秒で41ヤードのFGを決めて16-15とリードしたが、直後のキックオフされたボールをラテラルパスされるなどしてリターンタッチダウンをあげられて敗戦した (Music City Miracle)。この試合終了後、チームのスペシャルコーチを13年間続けていたブルース・ディヘイブンは解任された。翌2000年、サーマン・トーマス、ブルース・スミス、アンドレ・リードが全て契約を打ち切られチームは8勝8敗だった。
2001年、チームを退団しサンディエゴ・チャージャーズに加入した元ゼネラルマネージャーのジョン・バトラーによりフルーティが引き抜かれ、長く続いたジョンソンとフルーティの先発QB争いに終止符が打たれた。ビルズ時代のフルーティは31試合に先発し21勝10敗だった。またヘッドコーチのフィリップスも退団しグレッグ・ウィリアムスが後任となった。バトラーの後任には1990年代にピッツバーグ・スティーラーズの再建に力を尽くしたトム・ドナヒューが就任した。アントワン・スミスはペイトリオッツに移籍してチームのスーパーボウル制覇に貢献した。この年、ロブ・ジョンソンが負傷し、アレックス・ヴァンペルトが代わりに先発したが3勝13敗に終わった。アンドレ・リードはこの年現役を引退した。

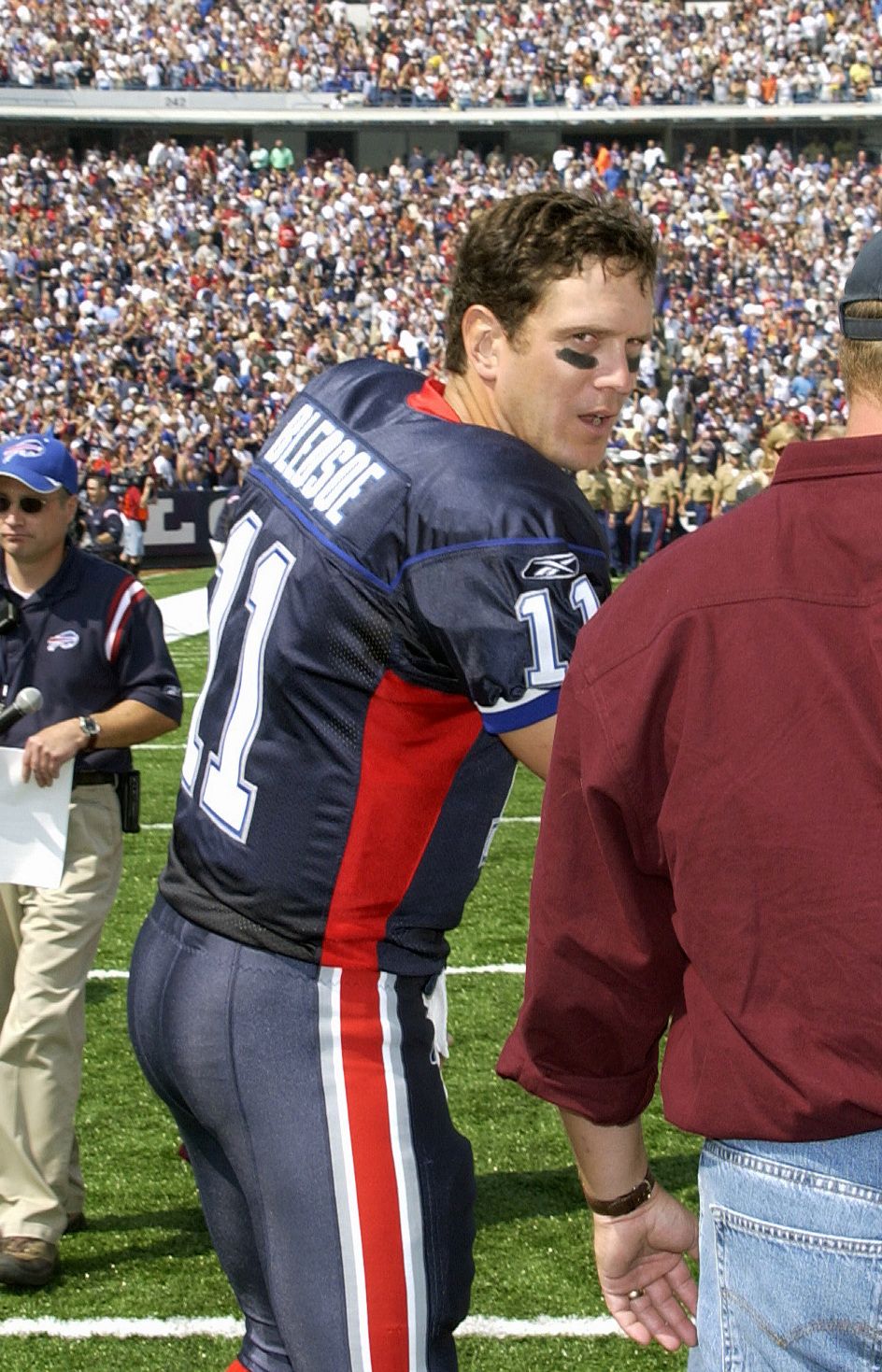
2002年にペイトリオッツから移籍したQBのドリュー・ブレッドソー

2002年4月、ペイトリオッツで先発QBの座をトム・ブレイディに奪われたドリュー・ブレッドソーを翌年のドラフト1巡目指名権と引き替えに獲得した。またユニフォームを18年ぶりに新しいデザインに変更した。この年の成績は8勝8敗と持ち直したが他チームが全て9勝7敗だったため地区最下位に終わった。
2003年、チームにはシンシナティ・ベンガルズヘッドコーチだったディック・ルボーがアシスタントコーチとして加入した。スーパーボウルをこの年制したペイトリオッツを開幕戦で31-0で破ったが、最終的にはシーズン6勝10敗に終わった。3シーズンの間チームをプレーオフに導けなかったヘッドコーチのウィリアムスは解任され、2004年からのヘッドコーチにはマイク・ムラーキーが就任した。
2004年、チームは開幕から4連敗し平均13得点しかあげられなかった。同じく開幕4連敗していたドルフィンズに勝利し、続く9試合で7勝をあげてプレーオフ争いをしたが最終週に敗れてプレーオフ出場を逃した。シーズン終了後、チームはブレッドソーを解雇した。2005年、開幕からJ・P・ロスマンを先発QBに起用したが1勝3敗になったところでケリー・ホルコムが先発QBに昇格した。第10週のカンザスシティ・チーフス戦でホルコムが負傷するとロスマンがリリーフし、その試合に勝って先発の座に戻ったが、その後数試合の敗戦を経てホルコムが起用された。第13週のマイアミ・ドルフィンズ戦では21-0, 23-3とリードしながら第4Qに21点失点し23-24で敗れた。このシーズンは5勝11敗に終わりヘッドコーチのムラーキーとGMのトム・ドナヒューを解任、ヘッドコーチにディック・ジャーロン、GMにマーブ・リービーを迎えた。

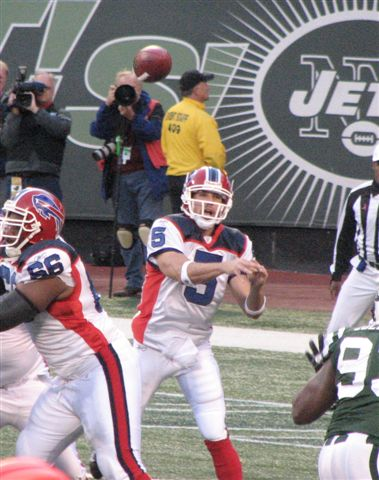
パスを投げるトレント・エドワーズ

2006年、J・P・ロスマンが先発QBとして全試合に出場、7勝9敗で終えた。2007年、新人QBのトレント・エドワーズがシーズン序盤に先発の座をロスマンから奪い、ドラフト1巡指名のマーショーン・リンチも活躍したが7勝9敗で終え、シーズン終了後リービーはGM退任を表明した。2008年、チームはホームゲームを1試合カナダのトロントにあるロジャース・センターで開催した。
2009年にはテレル・オーウェンスを獲得したが、開幕前にオフェンスコーディネーターのターク・ショナートが解任されたチームの成績は低迷し、ヘッドコーチのジャーロンもシーズン中に解任、ディフェンスコーディネーターのペリー・フューウェルが暫定ヘッドコーチとなった。チームは6勝10敗で地区最下位に終わり、9インターセプトを挙げてプロボウルに選ばれたジェイラス・バードだけが明るいニュースであった。2009年の最終週からGMに就任したバディ・ニックスはテレル・オーウェンスをカット、2010年1月、チームは新ヘッドコーチに元ダラス・カウボーイズヘッドコーチのチャン・ゲイリー就任を発表した。
2010年は開幕から苦しみ、連敗中に開幕から先発QBを務めていたトレント・エドワーズを解雇したが、その後も8連敗を喫し、11月14日のデトロイト・ライオンズとの対戦で初勝利を挙げた。また11月3日にはサンディエゴ・チャージャーズから放出されたショーン・メリマンを獲得した。
2011年、チームは開幕から好調で第3週では21点差から逆転勝利し、8年ぶりにニューイングランド・ペイトリオッツを破るなど開幕3連勝を果たし、エースQBのライアン・フィッツパトリックは契約延長を勝ち取った。5勝2敗と好スタートを切ったが、その後エースRBのフレッド・ジャクソンなどけが人が続出、連敗を続けプレーオフを12年連続で逃した。第16週のデンバー・ブロンコスとの対戦でティム・ティーボウから4インターセプトを奪うなど、40-14で勝利し連敗を7で止めた。この年は6勝10敗でシーズンを終えた。
2012年2月21日、恒例としていたトロントでのプレシーズンゲーム開催の中止を決定した。3月にヒューストン・テキサンズからフリーエージェントとなったマリオ・ウィリアムズを6年9,600万ドルで獲得した。12月にラルフ・ウィルソン・スタジアムとのリース契約を10年延長した。シーズンは6勝10敗で終わり、シーズン終了後、ヘッドコーチのゲイリーは解任された。2013年1月、シラキュース大学ヘッドコーチのダグ・マローンが新ヘッドコーチに就任した。この年のドラフト1巡目でQBのEJ・マニュエルを指名した。
2014年3月5日、トロントでのレギュラーシーズンの試合を中止することを発表した。5万4,000人収容可能なロジャース・センターでの入場者数は2012年に4万770人と初めて5万人を割り、2013年は3万8,969人にとどまっていたのが理由であった。3月25日、チームオーナーのラルフ・ウィルソンが95歳で死去、ウィルソン夫人のメアリーがチーム売却までのオーナーとなった。4月には、世界的富豪のドナルド・トランプがチームを購入しようとしているグループに接触したことを明らかにしたが、チームは9月にNHLバッファロー・セイバーズのオーナーであるテリー・ペグラに10億4,000万ドルで売却された。この年チームはプレーオフ出場こそ逃したものの9勝7敗と10年ぶりに勝ち越しでシーズンを終えた。シーズン終了後の12月31日、ヘッドコーチのマローンはチームとの契約を解除して退団した。
2015年1月13日、前年までジェッツのヘッドコーチを務めたレックス・ライアンがヘッドコーチに就任した。2016年シーズンは二年連続して地区3位に終わり、2016年12月27日、ライアンは解雇され、カロライナ・パンサーズのディフェンシヴ・コーディネーターを務めたショーン・マクダーモットが後任となった。

### ショーン・マクダーモットの時代

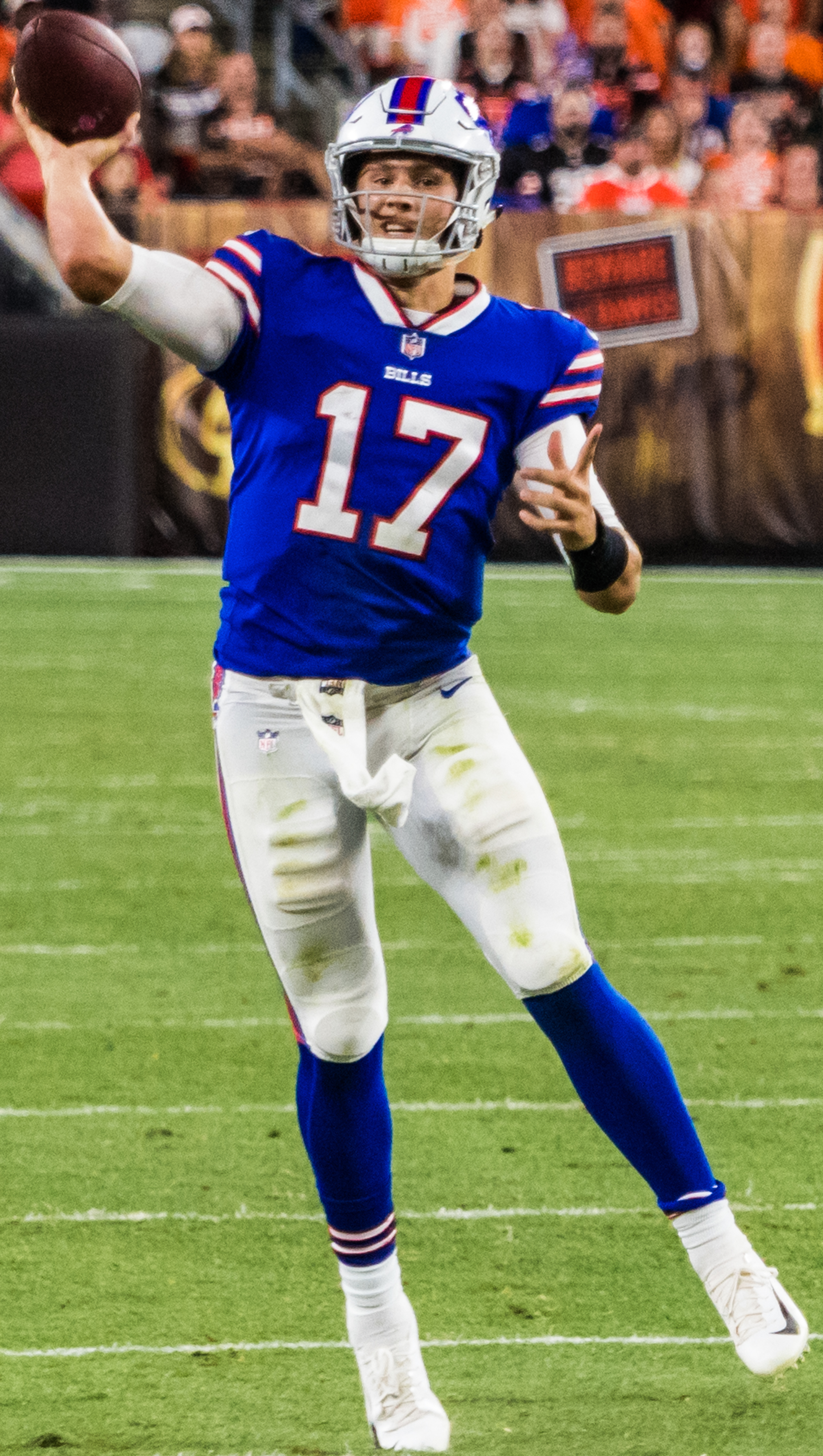
2018年から先発QBを務めるジョシュ・アレン

2017年は、1999年以来のプレーオフ出場をワイルドカードとして果たしたが初戦で敗退した。
2018年、シーズン前にQBのタイロッド・テイラーとOTのコーディ・グレンを放出した。開幕戦ではQBにネイサン・ピーターマンを起用するも、2試合目からはドラフト1巡目ルーキーのジョシュ・アレンを起用することになった。プレーオフを逃し、シーズンを終える。シーズン後、13年在籍したDTのカイル・ウィリアムスが引退した。
2019年はワイルドカードで2年ぶりにプレーオフに進出したが初戦で敗れた。
2020年シーズンは新型コロナウイルス感染症流行のため、レギュラーシーズンのホームでの全試合を無観客で開催することになった。ニューイングランド・ペイトリオッツが12連覇を逃し、13勝3敗で終えたビルズが25年ぶりに地区優勝を果たした。プレーオフ初戦と二戦目では抗原検査が陰性であったシーズンチケット保有者の一部6,772人に限り観戦を許された。初戦ではインディアナポリス・コルツを破って25年ぶりのプレーオフ勝利をあげた。二戦目もボルチモア・レイブンズを下した。しかしながら、AFCチャンピオンシップゲームでは前年王者のカンザスシティ・チーフスに敗れ、27年ぶりのスーパーボウル進出とはならなかった。
2021年、3月18日にシカゴ・ベアーズからQBミッチェル・トゥルビスキーが加入した。シーズン最後に4連勝して地区一位となり、3年連続してプレーオフに進出した。プレーオフ初戦では同地区ライバルのペイトリオッツに30点差で大勝したが、次戦ではWRガブリエル・デービスがプレーオフ新記録となる4レシービングタッチダウンをあげながら延長でカンザスシティ・チーフスに敗れた。この試合ではコイントスの結果、延長で一度も攻撃権を得られないままに敗れたために論議を呼び、シーズン後にはポストシーズンの延長で両チームに攻撃権を与えるようにルールが改定された。
1973年に建設されたハイマーク・スタジアムが老朽化し、高収入を得られる特別席が不足しているため、チームはオーナー変更以前から新スタジアムの建設あるいは本拠地移転を模索してきた。ハイマーク・スタジアムとの契約が2023年で切れるため、2022年には公的資金も投入しての新スタジアム建設議論が活発となった。2022年3月28日、チームはオーチャードパークに建設される新スタジアムの30年リース契約を結んだことを発表した。新スタジアムはその60%の建設費を州および郡が負担し、2023年に着工して2026年に完成予定である。
2022年シーズンは、第15週で4年連続のプレーオフ進出を決め、翌第16週には地区優勝を決めた。第17週のすでにプレーオフ進出を決めているベンガルズ戦第1QでSのダマー・ハムリンがタックル後に昏倒し一時は心肺停止となったために試合はその時点で止められて延期された。日程の余裕がなく他のチームのプレーオフ進出には影響がないために、数日後には中止されて両チームは他チームより試合数が一つ少ないこととなり、ビルズは第2シードとなった。今シーズンのAFCチャンピオンシップゲームのシード順が、中止試合の結果次第で逆転したはずの場合は開催地は中立地とすることになった。プレーオフ初戦のワイルドカードラウンドではドルフィンズを破った。だがディビジョナルラウンドではベンガルズに敗れた。
2023年シーズンは、6勝6敗で終えた12試合目以降から連勝して、最終週に他試合の結果によりプレーオフ進出を決めた。地区2位で迎えた首位ドルフィンズ相手の最終試合では第4QTRまで7-14とリードを許すも、ハーティーの96ヤード・パントリターン・タッチダウンで同点に追いつくとその後逆転して地区優勝を遂げ、第2シードでプレーオフに進んだ。プレーオフ初戦でピッツバーグ・スティーラーズに勝利した。二戦目でカンザスシティ・チーフスに3点差で敗れた。
2024年は、順位が確定してメンバーを落とした最終戦を除き、レギュラーシーズンで唯一カンザスシティ・チーフスを破ったチームとなり、地区優勝を果たして第2シードでプレーオフに進んだ。ブロンコス、レイブンズを破るも、AFCチャンピオンシップゲームではカンザスシティ・チーフスに3点差で敗れた。

## 文化

### エレクトリック・カンパニー
1970年代のビルズの強力オフェンスは、エレクトリック・カンパニーと呼ばれた。中心メンバーであったRBのO・J・シンプソンは、史上初となるシーズン2000ヤードラッシュ（1973年）を始めとする、数多くのNFL新記録を樹立した。しかしながら、プレーオフに進んだ年は1974年のみで、プレーオフでも初戦で敗退している。

### マスコット
チームの公式マスコットは、2000年に登場したアメリカバイソンのビリー・バッファロー（Billy Buffalo）である。体はチームカラーである青色で、背番号「BB」のユニフォームを着用している。身長は約2.2m。

### チアリーダー

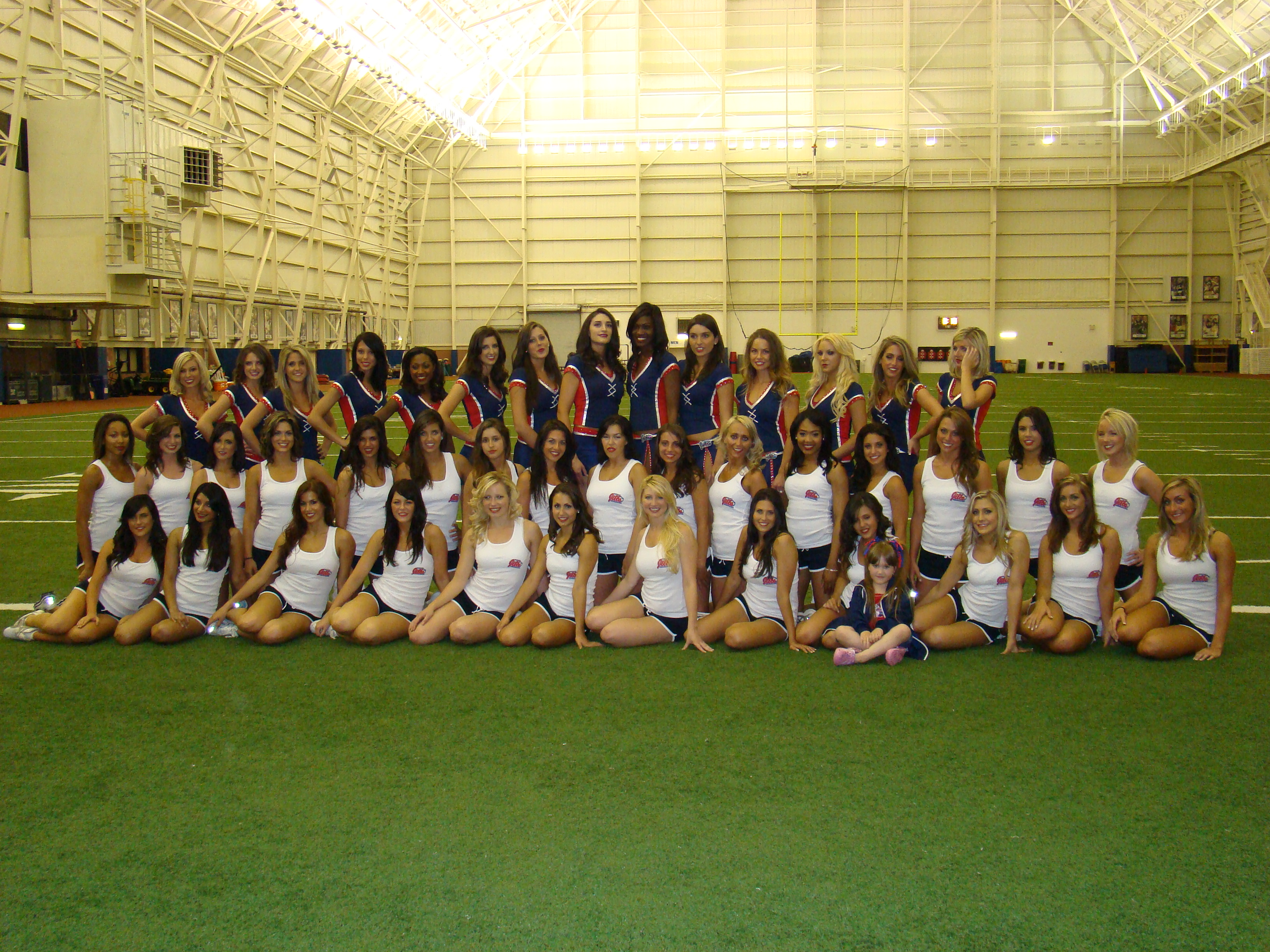
バッファロー・ジルズ（2010年）

かつて公式チアリーディングチームとしてバッファロー・ジルズ（Buffalo Jills）が活動していた。1967年に結成されて以来、ビルズの試合のパフォーマンスを始めとする様々な活動を行っていた。しかし、2014年4月22日、ジルズの元メンバー5人がビルズ経営陣に対し労働に対する報酬の未払いを理由に提訴し、解散となった。ジルズのメンバーが従業員であるかどうかが裁判の争点となり、2017年5月18日、ニューヨーク州裁判所はジルズを独立した契約者ではなく、非免除の従業員であると判断したため、原告の勝利となった。しかし、ビルズ自身がジルズの直接の雇用主であるかどうかについては、裁判所は部分的な略式裁判を否定し、両者の和解が成立しない限り、雇用主が誰であるかは陪審員が決定することとした。2019年6月現在、この訴訟はまだ決着していない。訴訟後にビルズを買収したオーナーのテリー・ペグラとキム・ペグラは、ジルズに対する今後の計画についてはまだコメントしていないが、ビルズと並行して運営しているナショナル・ラクロス・リーグ（NLL）のバッファロー・バンディッツのチアリーディングチームは引き続き活動を行っている。

## 2025年シーズン
|      | AFC            | AFC        | AFC            | AFC            | NFC          | NFC            | NFC          | NFC          |
| 前年 | 西地区         | 南地区     | 北地区         | 東地区         | 西地区       | 南地区         | 北地区       | 東地区       |
| ---- | -------------- | ---------- | -------------- | -------------- | ------------ | -------------- | ------------ | ------------ |
| 1位  | チーフス       | テキサンズ | レイブンズ     | ビルズ         | ラムズ       | バッカニアーズ | ライオンズ   | イーグルス   |
| 2位  | チャージャーズ | コルツ     | スティーラーズ | ドルフィンズ   | シーホークス | ファルコンズ   | バイキングス | コマンダース |
| 3位  | ブロンコス     | ジャガーズ | ベンガルズ     | ジェッツ       | カージナルス | パンサーズ     | パッカーズ   | カウボーイズ |
| 4位  | レイダース     | タイタンズ | ブラウンズ     | ペイトリオッツ | 49ers        | セインツ       | ベアーズ     | ジャイアンツ |

 ：1度対戦　 ：2度対戦
| 年   | 成績               | AFC  | 地区 | 勝 | 敗 | 分 | 率   | Div | Con  | 平均得点 | 平均失点 |
| ---- | ------------------ | ---- | ---- | -- | -- | -- | ---- | --- | ---- | -------- | -------- |
| 2025 |                    |      |      | 0  | 0  | 0  | –    | -   | -    |          |          |
| 2024 | AFC決勝敗退        | 2位  | 優勝 | 13 | 4  | 0  | .765 | 5-1 | 9-3  | 30.9     | 21.8     |
| 2023 | ディビジョナル敗退 | 2位  | 優勝 | 11 | 6  | 0  | .647 | 4–2 | 7–5  | 26.5     | 18.3     |
| 2022 | ディビジョナル敗退 | 2位  | 優勝 | 13 | 3  | 0  | .813 | 4-2 | 9-2  | 28.4     | 17.9     |
| 2021 | ディビジョナル敗退 | 3位  | 優勝 | 11 | 6  | 0  | .647 | 5-1 | 7-5  | 28.4     | 17.0     |
| 2020 | AFC決勝敗退        | 3位  | 優勝 | 13 | 3  | 0  | .813 | 6-0 | 10-2 | 31.3     | 23.4     |
| 2019 | ワイルドカード敗退 | 5位  | 2位  | 10 | 6  | 0  | .625 | 3-3 | 7-5  | 19.6     | 16.2     |
| 2018 | レギュラー敗退     | 13位 | 3位  | 6  | 10 | 0  | .375 | 2–4 | 4–8  | 16.8     | 23.4     |
| 2017 | ワイルドカード敗退 | 6位  | 2位  | 9  | 7  | 0  | .563 | 3-3 | 7-5  | 18.9     | 22.4     |
| 2016 | レギュラー敗退     | 11位 | 3位  | 7  | 9  | 0  | .438 | 1-5 | 4-8  | 24.9     | 23.6     |
| 2015 | レギュラー敗退     | 8位  | 3位  | 8  | 8  | 0  | .500 | 4-2 | 7-5  | 23.7     | 22.4     |
| 2014 | レギュラー敗退     | 10位 | 2位  | 9  | 7  | 0  | .563 | 4-2 | 5-7  | 21.4     | 18.1     |
| 2013 | レギュラー敗退     | 12位 | 4位  | 6  | 10 | 0  | .375 | 3-3 | 5-7  | 21.2     | 24.3     |
| 2012 | レギュラー敗退     | 12位 | 4位  | 6  | 10 | 0  | .375 | 2-4 | 5-7  | 21.5     | 27.2     |
| 2011 | レギュラー敗退     | 13位 | 4位  | 6  | 10 | 0  | .375 | 1-5 | 4-8  | 23.3     | 27.1     |
| 2010 | レギュラー敗退     | 15位 | 4位  | 4  | 12 | 0  | .250 | 3-9 | 3-9  | 17.7     | 26.6     |
| 2009 | レギュラー敗退     | 13位 | 4位  | 6  | 10 | 0  | .375 | 2-4 | 4-8  | 16.1     | 20.4     |
| 2008 | レギュラー敗退     | 11位 | 4位  | 7  | 9  | 0  | .438 | 0-6 | 5-7  | 21.0     | 21.4     |
| 2007 | レギュラー敗退     | 10位 | 2位  | 7  | 9  | 0  | .438 | 4-4 | 6-6  | 15.8     | 22.1     |
| 2006 | レギュラー敗退     | 12位 | 3位  | 7  | 9  | 0  | .438 | 3-3 | 5-7  | 18.8     | 19.4     |
| 2005 | レギュラー敗退     | 12位 | 3位  | 5  | 11 | 0  | .313 | 2-4 | 5-7  | 16.9     | 22.9     |

### 2024年シーズン成績
| (2)バッファロー・ビルズ            | 13 | 4  | 0 | .765 | 5-1 | 9-3 | 525 | 371 | 30.9 | 21.8 | .467 | .448 |
| マイアミ・ドルフィンズ             | 8  | 9  | 0 | .471 | 3-3 | 6-6 | 345 | 364 | 20.3 | 21.4 | .419 | .294 |
| ニューヨーク・ジェッツ             | 5  | 12 | 0 | .294 | 2-4 | 5-7 | 341 | 404 | 20.1 | 23.8 | .495 | .341 |
| ニューイングランド・ペイトリオッツ | 4  | 13 | 0 | .235 | 2-4 | 3-9 | 289 | 417 | 17.0 | 24.5 | .471 | .471 |

| AFC 2024       | AFC 2024                           | AFC 2024 | AFC 2024 | AFC 2024 | AFC 2024 | AFC 2024 | AFC 2024 | AFC 2024 | AFC 2024 | AFC 2024 |
| 順 位          | チーム                             | 地 区    | 勝       | 敗       | 分       | 勝率     | DIV      | CON      | SOS      | SOV      |
| 地区優勝       | 地区優勝                           | 地区優勝 | 地区優勝 | 地区優勝 | 地区優勝 | 地区優勝 | 地区優勝 | 地区優勝 | 地区優勝 | 地区優勝 |
| -------------- | ---------------------------------- | -------- | -------- | -------- | -------- | -------- | -------- | -------- | -------- | -------- |
| 1              | カンザスシティ・チーフス           | 西       | 15       | 2        | 0        | .882     | 5-1      | 10-2     | .488     | .463     |
| 2              | バッファロー・ビルズ               | 東       | 13       | 4        | 0        | .765     | 5-1      | 9-3      | .467     | .448     |
| 3              | ボルチモア・レイブンズ             | 北       | 12       | 5        | 0        | .706     | 4-2      | 8-4      | .529     | .525     |
| 4              | ヒューストン・テキサンズ           | 南       | 10       | 7        | 0        | .588     | 5-1      | 8-4      | .481     | .376     |
| ワイルドカード |                                    |          |          |          |          |          |          |          |          |          |
| 5              | ロサンゼルス・チャージャーズ       | 西       | 11       | 6        | 0        | .647     | 4-2      | 8-4      | .467     | .348     |
| 6              | ピッツバーグ・スティーラーズ       | 北       | 10       | 7        | 0        | .588     | 3-3      | 7-5      | .502     | .453     |
| 7              | デンバー・ブロンコス               | 西       | 10       | 7        | 0        | .588     | 3-3      | 6-6      | .502     | .394     |
|                |                                    |          |          |          |          |          |          |          |          |          |
| 8              | シンシナティ・ベンガルズ           | 北       | 9        | 8        | 0        | .529     | 3–3      | 6-6      | .478     | .314     |
| 9              | マイアミ・ドルフィンズ             | 東       | 8        | 9        | 0        | .471     | 3-3      | 6-6      | .419     | .294     |
| 10             | インディアナポリス・コルツ         | 南       | 8        | 9        | 0        | .471     | 3-3      | 7-5      | .457     | .309     |
| 11             | ニューヨーク・ジェッツ             | 東       | 5        | 12       | 0        | .294     | 2-4      | 5-7      | .495     | .341     |
| 12             | ジャクソンビル・ジャガーズ         | 南       | 4        | 13       | 0        | .235     | 3-3      | 4-8      | .478     | .265     |
| 13             | ニューイングランド・ペイトリオッツ | 東       | 4        | 13       | 0        | .235     | 2-4      | 3-9      | .471     | .471     |
| 14             | ラスベガス・レイダース             | 西       | 4        | 13       | 0        | .235     | 0-6      | 3-9      | .540     | .353     |
| 15             | クリーブランド・ブラウンズ         | 北       | 3        | 14       | 0        | .176     | 2–4      | 3-9      | .536     | .510     |
| 16             | テネシー・タイタンズ               | 南       | 3        | 14       | 0        | .176     | 1-5      | 3-9      | .522     | .431     |
| タイブレーク   |                                    |          |          |          |          |          |          |          |          |          |
| 1. 2. 3. 4. 5. |                                    |          |          |          |          |          |          |          |          |          |

|  |                                                      |                                                      |                                                      |                                                |                                  |                                  |                                  |                                |          |    |                                  |                                  |                                  |  |  |                                   |                                   |                                   |
|  | ワイルドカード・プレーオフ                           | ワイルドカード・プレーオフ                           | ワイルドカード・プレーオフ                           |                                                |                                  | ディビジョナル・プレーオフ       | ディビジョナル・プレーオフ       | ディビジョナル・プレーオフ     |          |    |                                  |                                  |                                  |  |  |                                   |                                   |                                   |
|  | 2025年1月11日 M&Tバンク・スタジアム                  | 2025年1月11日 M&Tバンク・スタジアム                  | 2025年1月11日 M&Tバンク・スタジアム                  |                                                |                                  | 1月19日 ハイマーク・スタジアム   | 1月19日 ハイマーク・スタジアム   | 1月19日 ハイマーク・スタジアム |          |    | 1月26日 アローヘッド・スタジアム | 1月26日 アローヘッド・スタジアム | 1月26日 アローヘッド・スタジアム |  |  | 2月9日 シーザーズ・スーパードーム | 2月9日 シーザーズ・スーパードーム | 2月9日 シーザーズ・スーパードーム |
|  | 6                                                    | スティーラーズ                                       | 14                                                   |                                                |                                  | 1月19日 ハイマーク・スタジアム   | 1月19日 ハイマーク・スタジアム   | 1月19日 ハイマーク・スタジアム |          |    | 1月26日 アローヘッド・スタジアム | 1月26日 アローヘッド・スタジアム | 1月26日 アローヘッド・スタジアム |  |  | 2月9日 シーザーズ・スーパードーム | 2月9日 シーザーズ・スーパードーム | 2月9日 シーザーズ・スーパードーム |
|  | 6                                                    | スティーラーズ                                       | 14                                                   |                                                |                                  | 1月19日 ハイマーク・スタジアム   | 1月19日 ハイマーク・スタジアム   | 1月19日 ハイマーク・スタジアム |          |    | 1月26日 アローヘッド・スタジアム | 1月26日 アローヘッド・スタジアム | 1月26日 アローヘッド・スタジアム |  |  | 2月9日 シーザーズ・スーパードーム | 2月9日 シーザーズ・スーパードーム | 2月9日 シーザーズ・スーパードーム |
|  | 3                                                    | レイブンズ                                           | 28                                                   |                                                |                                  | 1月19日 ハイマーク・スタジアム   | 1月19日 ハイマーク・スタジアム   | 1月19日 ハイマーク・スタジアム |          |    | 1月26日 アローヘッド・スタジアム | 1月26日 アローヘッド・スタジアム | 1月26日 アローヘッド・スタジアム |  |  | 2月9日 シーザーズ・スーパードーム | 2月9日 シーザーズ・スーパードーム | 2月9日 シーザーズ・スーパードーム |
|  | 3                                                    | レイブンズ                                           | 28                                                   |                                                |                                  | 1月19日 ハイマーク・スタジアム   | 1月19日 ハイマーク・スタジアム   | 1月19日 ハイマーク・スタジアム |          |    | 1月26日 アローヘッド・スタジアム | 1月26日 アローヘッド・スタジアム | 1月26日 アローヘッド・スタジアム |  |  | 2月9日 シーザーズ・スーパードーム | 2月9日 シーザーズ・スーパードーム | 2月9日 シーザーズ・スーパードーム |
|  | 2025年1月12日 ハイマーク・スタジアム                 | 2025年1月12日 ハイマーク・スタジアム                 | 2025年1月12日 ハイマーク・スタジアム                 | 3                                              | レイブンズ                       | 25                               |                                  |                                |          |    | 1月26日 アローヘッド・スタジアム | 1月26日 アローヘッド・スタジアム | 1月26日 アローヘッド・スタジアム |  |  | 2月9日 シーザーズ・スーパードーム | 2月9日 シーザーズ・スーパードーム | 2月9日 シーザーズ・スーパードーム |
|  | 2025年1月12日 ハイマーク・スタジアム                 | 2025年1月12日 ハイマーク・スタジアム                 | 2025年1月12日 ハイマーク・スタジアム                 | 3                                              | レイブンズ                       | 25                               |                                  |                                |          |    | 1月26日 アローヘッド・スタジアム | 1月26日 アローヘッド・スタジアム | 1月26日 アローヘッド・スタジアム |  |  | 2月9日 シーザーズ・スーパードーム | 2月9日 シーザーズ・スーパードーム | 2月9日 シーザーズ・スーパードーム |
|  | 2025年1月12日 ハイマーク・スタジアム                 | 2025年1月12日 ハイマーク・スタジアム                 | 2025年1月12日 ハイマーク・スタジアム                 |                                                | 2                                | ビルズ                           | 27                               |                                |          |    | 1月26日 アローヘッド・スタジアム | 1月26日 アローヘッド・スタジアム | 1月26日 アローヘッド・スタジアム |  |  | 2月9日 シーザーズ・スーパードーム | 2月9日 シーザーズ・スーパードーム | 2月9日 シーザーズ・スーパードーム |
|  | 2025年1月12日 ハイマーク・スタジアム                 | 2025年1月12日 ハイマーク・スタジアム                 | 2025年1月12日 ハイマーク・スタジアム                 |                                                | 2                                | ビルズ                           | 27                               |                                |          |    | 1月26日 アローヘッド・スタジアム | 1月26日 アローヘッド・スタジアム | 1月26日 アローヘッド・スタジアム |  |  | 2月9日 シーザーズ・スーパードーム | 2月9日 シーザーズ・スーパードーム | 2月9日 シーザーズ・スーパードーム |
|  | 7                                                    | ブロンコス                                           | 7                                                    | AFC                                            | AFC                              | AFC                              |                                  |                                |          |    | 1月26日 アローヘッド・スタジアム | 1月26日 アローヘッド・スタジアム | 1月26日 アローヘッド・スタジアム |  |  | 2月9日 シーザーズ・スーパードーム | 2月9日 シーザーズ・スーパードーム | 2月9日 シーザーズ・スーパードーム |
|  | 7                                                    | ブロンコス                                           | 7                                                    | AFC                                            | AFC                              | AFC                              |                                  |                                |          |    | 1月26日 アローヘッド・スタジアム | 1月26日 アローヘッド・スタジアム | 1月26日 アローヘッド・スタジアム |  |  | 2月9日 シーザーズ・スーパードーム | 2月9日 シーザーズ・スーパードーム | 2月9日 シーザーズ・スーパードーム |
|  | 2                                                    | ビルズ                                               | 31                                                   |                                                | 1月18日 アローヘッド・スタジアム | 1月18日 アローヘッド・スタジアム | 1月18日 アローヘッド・スタジアム |                                |          |    | 1月26日 アローヘッド・スタジアム | 1月26日 アローヘッド・スタジアム | 1月26日 アローヘッド・スタジアム |  |  | 2月9日 シーザーズ・スーパードーム | 2月9日 シーザーズ・スーパードーム | 2月9日 シーザーズ・スーパードーム |
|  | 2                                                    | ビルズ                                               | 31                                                   |                                                | 1月18日 アローヘッド・スタジアム | 1月18日 アローヘッド・スタジアム | 1月18日 アローヘッド・スタジアム |                                |          |    | 1月26日 アローヘッド・スタジアム | 1月26日 アローヘッド・スタジアム | 1月26日 アローヘッド・スタジアム |  |  | 2月9日 シーザーズ・スーパードーム | 2月9日 シーザーズ・スーパードーム | 2月9日 シーザーズ・スーパードーム |
|  | 2025年1月11日 NRGスタジアム                          | 2025年1月11日 NRGスタジアム                          | 2025年1月11日 NRGスタジアム                          | 2                                              | 1月18日 アローヘッド・スタジアム | 1月18日 アローヘッド・スタジアム | 1月18日 アローヘッド・スタジアム | ビルズ                         | 29       |    |                                  |                                  |                                  |  |  | 2月9日 シーザーズ・スーパードーム | 2月9日 シーザーズ・スーパードーム | 2月9日 シーザーズ・スーパードーム |
|  | 2025年1月11日 NRGスタジアム                          | 2025年1月11日 NRGスタジアム                          | 2025年1月11日 NRGスタジアム                          | 2                                              | 1月18日 アローヘッド・スタジアム | 1月18日 アローヘッド・スタジアム | 1月18日 アローヘッド・スタジアム | ビルズ                         | 29       |    |                                  |                                  |                                  |  |  | 2月9日 シーザーズ・スーパードーム | 2月9日 シーザーズ・スーパードーム | 2月9日 シーザーズ・スーパードーム |
|  | 2025年1月11日 NRGスタジアム                          | 2025年1月11日 NRGスタジアム                          | 2025年1月11日 NRGスタジアム                          |                                                | 1月18日 アローヘッド・スタジアム | 1月18日 アローヘッド・スタジアム | 1月18日 アローヘッド・スタジアム | 1                              | チーフス | 32 |                                  |                                  |                                  |  |  | 2月9日 シーザーズ・スーパードーム | 2月9日 シーザーズ・スーパードーム | 2月9日 シーザーズ・スーパードーム |
|  | 2025年1月11日 NRGスタジアム                          | 2025年1月11日 NRGスタジアム                          | 2025年1月11日 NRGスタジアム                          |                                                | 1月18日 アローヘッド・スタジアム | 1月18日 アローヘッド・スタジアム | 1月18日 アローヘッド・スタジアム | 1                              | チーフス | 32 |                                  |                                  |                                  |  |  | 2月9日 シーザーズ・スーパードーム | 2月9日 シーザーズ・スーパードーム | 2月9日 シーザーズ・スーパードーム |
|  | 2025年1月11日 NRGスタジアム                          | 2025年1月11日 NRGスタジアム                          | 2025年1月11日 NRGスタジアム                          | AFCチャンピオンシップ                          | 1月18日 アローヘッド・スタジアム | 1月18日 アローヘッド・スタジアム | 1月18日 アローヘッド・スタジアム |                                |          |    |                                  |                                  |                                  |  |  | 2月9日 シーザーズ・スーパードーム | 2月9日 シーザーズ・スーパードーム | 2月9日 シーザーズ・スーパードーム |
|  | 2025年1月11日 NRGスタジアム                          | 2025年1月11日 NRGスタジアム                          | 2025年1月11日 NRGスタジアム                          |                                                | 1月18日 アローヘッド・スタジアム | 1月18日 アローヘッド・スタジアム | 1月18日 アローヘッド・スタジアム |                                |          |    |                                  |                                  |                                  |  |  | 2月9日 シーザーズ・スーパードーム | 2月9日 シーザーズ・スーパードーム | 2月9日 シーザーズ・スーパードーム |
|  | 2025年1月11日 NRGスタジアム                          | 2025年1月11日 NRGスタジアム                          | 2025年1月11日 NRGスタジアム                          | 1月26日 リンカーン・フィナンシャル・フィールド | 1月18日 アローヘッド・スタジアム | 1月18日 アローヘッド・スタジアム | 1月18日 アローヘッド・スタジアム |                                |          |    |                                  |                                  |                                  |  |  | 2月9日 シーザーズ・スーパードーム | 2月9日 シーザーズ・スーパードーム | 2月9日 シーザーズ・スーパードーム |
|  | 5                                                    | チャージャーズ                                       | 12                                                   |                                                | 1月18日 アローヘッド・スタジアム | 1月18日 アローヘッド・スタジアム | 1月18日 アローヘッド・スタジアム |                                |          |    |                                  |                                  |                                  |  |  | 2月9日 シーザーズ・スーパードーム | 2月9日 シーザーズ・スーパードーム | 2月9日 シーザーズ・スーパードーム |
|  | 5                                                    | チャージャーズ                                       | 12                                                   | 4                                              | テキサンズ                       | 14                               |                                  |                                |          |    |                                  |                                  |                                  |  |  | 2月9日 シーザーズ・スーパードーム | 2月9日 シーザーズ・スーパードーム | 2月9日 シーザーズ・スーパードーム |
|  | 4                                                    | テキサンズ                                           | 32                                                   | 4                                              | テキサンズ                       | 14                               |                                  |                                |          |    |                                  |                                  |                                  |  |  | 2月9日 シーザーズ・スーパードーム | 2月9日 シーザーズ・スーパードーム | 2月9日 シーザーズ・スーパードーム |
|  | 4                                                    | テキサンズ                                           | 32                                                   | 1                                              | チーフス                         | 23                               |                                  |                                |          |    |                                  |                                  |                                  |  |  | 2月9日 シーザーズ・スーパードーム | 2月9日 シーザーズ・スーパードーム | 2月9日 シーザーズ・スーパードーム |
|  | 2025年1月12日 レイモンド・ジェームス・スタジアム     |                                                      |                                                      | 1                                              | チーフス                         | 23                               |                                  |                                |          |    |                                  |                                  |                                  |  |  | 2月9日 シーザーズ・スーパードーム | 2月9日 シーザーズ・スーパードーム | 2月9日 シーザーズ・スーパードーム |
|  | 1月18日 フォード・フィールド                         |                                                      |                                                      |                                                |                                  |                                  |                                  |                                |          |    |                                  |                                  |                                  |  |  | 2月9日 シーザーズ・スーパードーム | 2月9日 シーザーズ・スーパードーム | 2月9日 シーザーズ・スーパードーム |
|  |                                                      |                                                      |                                                      |                                                |                                  |                                  |                                  |                                |          |    |                                  |                                  |                                  |  |  | 2月9日 シーザーズ・スーパードーム | 2月9日 シーザーズ・スーパードーム | 2月9日 シーザーズ・スーパードーム |
|  |                                                      |                                                      |                                                      |                                                |                                  |                                  |                                  |                                |          |    |                                  |                                  |                                  |  |  | 2月9日 シーザーズ・スーパードーム | 2月9日 シーザーズ・スーパードーム | 2月9日 シーザーズ・スーパードーム |
|  |                                                      |                                                      |                                                      |                                                |                                  |                                  |                                  |                                |          |    |                                  |                                  |                                  |  |  | 2月9日 シーザーズ・スーパードーム | 2月9日 シーザーズ・スーパードーム | 2月9日 シーザーズ・スーパードーム |
|  | A1                                                   | チーフス                                             | 22                                                   |                                                |                                  |                                  |                                  |                                |          |    |                                  |                                  |                                  |  |  |                                   |                                   |                                   |
|  | A1                                                   | チーフス                                             | 22                                                   |                                                |                                  |                                  |                                  |                                |          |    |                                  |                                  |                                  |  |  |                                   |                                   |                                   |
|  |                                                      | N2                                                   | イーグルス                                           | 40                                             |                                  |                                  |                                  |                                |          |    |                                  |                                  |                                  |  |  |                                   |                                   |                                   |
|  |                                                      | N2                                                   | イーグルス                                           | 40                                             |                                  |                                  |                                  |                                |          |    |                                  |                                  |                                  |  |  |                                   |                                   |                                   |
|  | 第59回スーパーボウル                                 |                                                      |                                                      |                                                |                                  |                                  |                                  |                                |          |    |                                  |                                  |                                  |  |  |                                   |                                   |                                   |
|  |                                                      |                                                      |                                                      |                                                |                                  |                                  |                                  |                                |          |    |                                  |                                  |                                  |  |  |                                   |                                   |                                   |
|  |                                                      |                                                      |                                                      |                                                |                                  |                                  |                                  |                                |          |    |                                  |                                  |                                  |  |  |                                   |                                   |                                   |
|  | 6                                                    | コマンダース                                         | 23                                                   |                                                |                                  |                                  |                                  |                                |          |    |                                  |                                  |                                  |  |  |                                   |                                   |                                   |
|  | 6                                                    | コマンダース                                         | 23                                                   | 6                                              | コマンダース                     | 45                               |                                  |                                |          |    |                                  |                                  |                                  |  |  |                                   |                                   |                                   |
|  | 3                                                    | バッカニアーズ                                       | 20                                                   | 6                                              | コマンダース                     | 45                               |                                  |                                |          |    |                                  |                                  |                                  |  |  |                                   |                                   |                                   |
|  | 3                                                    | バッカニアーズ                                       | 20                                                   | 1                                              | ライオンズ                       | 31                               |                                  |                                |          |    |                                  |                                  |                                  |  |  |                                   |                                   |                                   |
|  | 2025年1月13日 ステートファーム・スタジアム           |                                                      |                                                      | 1                                              | ライオンズ                       | 31                               |                                  |                                |          |    |                                  |                                  |                                  |  |  |                                   |                                   |                                   |
|  | NFC                                                  |                                                      |                                                      |                                                |                                  |                                  |                                  |                                |          |    |                                  |                                  |                                  |  |  |                                   |                                   |                                   |
|  |                                                      |                                                      |                                                      |                                                |                                  |                                  |                                  |                                |          |    |                                  |                                  |                                  |  |  |                                   |                                   |                                   |
|  | 1月19日 リンカーン・フィナンシャル・フィールド       |                                                      |                                                      |                                                |                                  |                                  |                                  |                                |          |    |                                  |                                  |                                  |  |  |                                   |                                   |                                   |
|  |                                                      |                                                      |                                                      |                                                |                                  |                                  |                                  |                                |          |    |                                  |                                  |                                  |  |  |                                   |                                   |                                   |
|  | 6                                                    | コマンダース                                         | 23                                                   |                                                |                                  |                                  |                                  |                                |          |    |                                  |                                  |                                  |  |  |                                   |                                   |                                   |
|  | 6                                                    | コマンダース                                         | 23                                                   |                                                |                                  |                                  |                                  |                                |          |    |                                  |                                  |                                  |  |  |                                   |                                   |                                   |
|  |                                                      | 2                                                    | イーグルス                                           | 55                                             |                                  |                                  |                                  |                                |          |    |                                  |                                  |                                  |  |  |                                   |                                   |                                   |
|  |                                                      | 2                                                    | イーグルス                                           | 55                                             |                                  |                                  |                                  |                                |          |    |                                  |                                  |                                  |  |  |                                   |                                   |                                   |
|  | 5                                                    | バイキングス                                         | 9                                                    | NFCチャンピオンシップ                          | NFCチャンピオンシップ            | NFCチャンピオンシップ            |                                  |                                |          |    |                                  |                                  |                                  |  |  |                                   |                                   |                                   |
|  | 5                                                    | バイキングス                                         | 9                                                    | NFCチャンピオンシップ                          | NFCチャンピオンシップ            | NFCチャンピオンシップ            |                                  |                                |          |    |                                  |                                  |                                  |  |  |                                   |                                   |                                   |
|  | 4                                                    | ラムズ                                               | 27                                                   |                                                |                                  |                                  |                                  |                                |          |    |                                  |                                  |                                  |  |  |                                   |                                   |                                   |
|  | 4                                                    | ラムズ                                               | 27                                                   |                                                |                                  |                                  |                                  |                                |          |    |                                  |                                  |                                  |  |  |                                   |                                   |                                   |
|  | 2025年1月12日 リンカーン・フィナンシャル・フィールド | 2025年1月12日 リンカーン・フィナンシャル・フィールド | 2025年1月12日 リンカーン・フィナンシャル・フィールド | 4                                              | ラムズ                           | 22                               |                                  |                                |          |    |                                  |                                  |                                  |  |  |                                   |                                   |                                   |
|  | 2025年1月12日 リンカーン・フィナンシャル・フィールド | 2025年1月12日 リンカーン・フィナンシャル・フィールド | 2025年1月12日 リンカーン・フィナンシャル・フィールド | 4                                              | ラムズ                           | 22                               |                                  |                                |          |    |                                  |                                  |                                  |  |  |                                   |                                   |                                   |
|  | 2025年1月12日 リンカーン・フィナンシャル・フィールド | 2025年1月12日 リンカーン・フィナンシャル・フィールド | 2025年1月12日 リンカーン・フィナンシャル・フィールド |                                                | 2                                | イーグルス                       | 28                               |                                |          |    |                                  |                                  |                                  |  |  |                                   |                                   |                                   |
|  | 2025年1月12日 リンカーン・フィナンシャル・フィールド | 2025年1月12日 リンカーン・フィナンシャル・フィールド | 2025年1月12日 リンカーン・フィナンシャル・フィールド |                                                | 2                                | イーグルス                       | 28                               |                                |          |    |                                  |                                  |                                  |  |  |                                   |                                   |                                   |
|  | 7                                                    | パッカーズ                                           | 10                                                   |                                                |                                  |                                  |                                  |                                |          |    |                                  |                                  |                                  |  |  |                                   |                                   |                                   |
|  | 7                                                    | パッカーズ                                           | 10                                                   |                                                |                                  |                                  |                                  |                                |          |    |                                  |                                  |                                  |  |  |                                   |                                   |                                   |
|  | 2                                                    | イーグルス                                           | 22                                                   |                                                |                                  |                                  |                                  |                                |          |    |                                  |                                  |                                  |  |  |                                   |                                   |                                   |
|  | 2                                                    | イーグルス                                           | 22                                                   |                                                |                                  |                                  |                                  |                                |          |    |                                  |                                  |                                  |  |  |                                   |                                   |                                   |

## 成績

### レギュラーシーズン

#### AFC東地区（4地区制）
- BUF:バッファロー・ビルズ、MIA:マイアミ・ドルフィンズ、NE:ニューイングランド・ペイトリオッツ、NYJ:ニューヨーク・ジェッツ
- 数字：シード順
- v：スーパーボウル優勝
- s：スーパーボウル敗退
- c：カンファレンス決勝敗退
- d：ディビジョナルプレーオフ敗退
- w：ワイルドカードプレーオフ敗退
- 年表示の背景色が変わっている年はチームがスーパーボウルを制覇した年

| 年   | 地区優勝 | 地区優勝 | 地区優勝 | 地区優勝 | 2位     | 2位 | 2位 | 2位 | 3位    | 3位 | 3位 | 3位 | 4位    | 4位 | 4位 | 4位 |
| 年   | チーム   | 勝       | 負       | 分       | チーム  | 勝  | 負  | 分  | チーム | 勝  | 負  | 分  | チーム | 勝  | 負  | 分  |
| ---- | -------- | -------- | -------- | -------- | ------- | --- | --- | --- | ------ | --- | --- | --- | ------ | --- | --- | --- |
| 2024 | BUF(2c)  | 15       | 2        | 0        | MIA     | 8   | 9   | 0   | NYJ    | 5   | 12  | 0   | NE     | 4   | 13  | 0   |
| 2023 | BUF(2d)  | 11       | 6        | 0        | MIA(6w) | 11  | 6   | 0   | NYJ    | 7   | 10  | 0   | NE     | 4   | 13  | 0   |
| 2022 | BUF(2d)  | 13       | 3        | 0        | MIA(7w) | 9   | 8   | 0   | NE     | 8   | 9   | 0   | NYJ    | 7   | 10  | 0   |
| 2021 | BUF(3d)  | 11       | 6        | 0        | NE (6w) | 10  | 7   | 0   | MIA    | 9   | 8   | 0   | NYJ    | 4   | 13  | 0   |
| 2020 | BUF(2c)  | 13       | 3        | 0        | MIA     | 10  | 6   | 0   | NE     | 7   | 9   | 0   | NYJ    | 2   | 14  | 0   |
| 2019 | NE (3w)  | 12       | 4        | 0        | BUF(5w) | 10  | 6   | 0   | NYJ    | 7   | 9   | 0   | MIA    | 5   | 11  | 0   |
| 2018 | NE (2v)  | 11       | 5        | 0        | MIA     | 7   | 9   | 0   | BUF    | 6   | 10  | 0   | NYJ    | 4   | 12  | 0   |
| 2017 | NE (1s)  | 13       | 3        | 0        | BUF(6w) | 9   | 7   | 0   | MIA    | 6   | 10  | 0   | NYJ    | 5   | 11  | 0   |
| 2016 | NE (1v)  | 14       | 2        | 0        | MIA(6w) | 10  | 6   | 0   | BUF    | 7   | 9   | 0   | NYJ    | 5   | 11  | 0   |
| 2015 | NE (2c)  | 12       | 4        | 0        | NYJ     | 10  | 6   | 0   | BUF    | 8   | 8   | 0   | MIA    | 5   | 11  | 0   |
| 2014 | NE (1v)  | 12       | 4        | 0        | BUF     | 9   | 7   | 0   | MIA    | 8   | 8   | 0   | NYJ    | 4   | 12  | 0   |
| 2013 | NE (2c)  | 12       | 4        | 0        | NYJ     | 8   | 8   | 0   | MIA    | 8   | 8   | 0   | BUF    | 6   | 10  | 0   |
| 2012 | NE (2c)  | 12       | 4        | 0        | MIA     | 7   | 9   | 0   | NYJ    | 6   | 10  | 0   | BUF    | 6   | 10  | 0   |
| 2011 | NE (1s)  | 13       | 3        | 0        | NYJ     | 8   | 8   | 0   | MIA    | 6   | 10  | 0   | BUF    | 6   | 10  | 0   |
| 2010 | NE (1d)  | 14       | 2        | 0        | NYJ(6c) | 11  | 5   | 0   | MIA    | 7   | 9   | 0   | BUF    | 4   | 12  | 0   |
| 2009 | NE (3w)  | 10       | 6        | 0        | NYJ(5c) | 9   | 7   | 0   | MIA    | 7   | 9   | 0   | BUF    | 6   | 10  | 0   |
| 2008 | MIA(3w)  | 11       | 5        | 0        | NE      | 11  | 5   | 0   | NYJ    | 9   | 7   | 0   | BUF    | 7   | 9   | 0   |
| 2007 | NE (1s)  | 16       | 0        | 0        | BUF     | 7   | 9   | 0   | NYJ    | 4   | 12  | 0   | MIA    | 1   | 15  | 0   |
| 2006 | NE (4c)  | 12       | 4        | 0        | NYJ(5w) | 10  | 6   | 0   | BUF    | 7   | 9   | 0   | MIA    | 6   | 10  | 0   |
| 2005 | NE (4d)  | 10       | 6        | 0        | MIA     | 9   | 7   | 0   | BUF    | 5   | 11  | 0   | NYJ    | 4   | 12  | 0   |
| 2004 | NE (2v)  | 14       | 2        | 0        | NYJ(5d) | 10  | 6   | 0   | BUF    | 9   | 7   | 0   | MIA    | 4   | 12  | 0   |
| 2003 | NE (1v)  | 14       | 2        | 0        | MIA     | 10  | 6   | 0   | BUF    | 6   | 10  | 0   | NYJ    | 6   | 10  | 0   |
| 2002 | NYJ(4d)  | 9        | 7        | 0        | NE      | 9   | 7   | 0   | MIA    | 9   | 7   | 0   | BUF    | 8   | 8   | 0   |

#### AFC東地区（3地区制）
- BUF：バッファロー・ビルズ、MIA：マイアミ・ドルフィンズ、BOS→NE：ボストン・ペイトリオッツ→ニューイングランド・ペイトリオッツ、NYJ：ニューヨーク・ジェッツ、BAL→IND：ボルチモア・コルツ→インディアナポリス・コルツ
- 1982年シーズンはストライキの影響により、地区別成績ではなくカンファレンス上位8チームがプレーオフ進出するルールであったが、ここでは地区別に変換して表記する。
- 括弧内の数字はプレーオフ出場時のシード順（シード制導入前は表記なし）、文字はv：スーパーボウル優勝、s：スーパーボウル敗退・カンファレンス優勝、c：カンファレンス決勝敗退、d：ディビジョナルプレーオフ敗退、w：ワイルドカードプレーオフ敗退。1982年についてはd：2回戦敗退、w：1回戦敗退。

| 年   | 地区優勝 | 地区優勝 | 地区優勝 | 地区優勝 | 2位     | 2位 | 2位 | 2位 | 3位     | 3位 | 3位 | 3位 | 4位    | 4位 | 4位 | 4位 | 5位    | 5位 | 5位 | 5位 |
| 年   | チーム   | 勝       | 負       | 分       | チーム  | 勝  | 負  | 分  | チーム  | 勝  | 負  | 分  | チーム | 勝  | 負  | 分  | チーム | 勝  | 負  | 分  |
| ---- | -------- | -------- | -------- | -------- | ------- | --- | --- | --- | ------- | --- | --- | --- | ------ | --- | --- | --- | ------ | --- | --- | --- |
| 2001 | NE(2v)   | 11       | 5        | 0        | MIA(4w) | 11  | 5   | 0   | NYJ(6w) | 10  | 6   | 0   | IND    | 6   | 10  | 0   | BUF    | 3   | 13  | 0   |
| 2000 | MIA(3d)  | 11       | 5        | 0        | IND(6w) | 10  | 6   | 0   | NYJ     | 9   | 7   | 0   | BUF    | 8   | 8   | 0   | NE     | 5   | 11  | 0   |
| 1999 | IND(2d)  | 13       | 3        | 0        | BUF(5w) | 11  | 5   | 0   | MIA(6d) | 9   | 7   | 0   | NYJ    | 8   | 8   | 0   | NE     | 8   | 8   | 0   |
| 1998 | NYJ(2c)  | 12       | 4        | 0        | MIA(4d) | 10  | 6   | 0   | BUF(5w) | 10  | 6   | 0   | NE(6w) | 9   | 7   | 0   | IND    | 3   | 13  | 0   |
| 1997 | NE(3d)   | 10       | 6        | 0        | MIA(6w) | 9   | 7   | 0   | NYJ     | 9   | 7   | 0   | BUF    | 6   | 10  | 0   | IND    | 3   | 13  | 0   |
| 1996 | NE(2s)   | 11       | 5        | 0        | BUF(4w) | 10  | 6   | 0   | IND(6w) | 9   | 7   | 0   | MIA    | 8   | 8   | 0   | NYJ    | 1   | 15  | 0   |
| 1995 | BUF(3d)  | 10       | 6        | 0        | IND(5c) | 9   | 7   | 0   | MIA(6w) | 9   | 7   | 0   | NE     | 6   | 10  | 0   | NYJ    | 3   | 13  | 0   |
| 1994 | MIA(3d)  | 10       | 6        | 0        | NE(5w)  | 10  | 6   | 0   | IND     | 8   | 8   | 0   | BUF    | 7   | 9   | 0   | NYJ    | 6   | 10  | 0   |
| 1993 | BUF(1s)  | 12       | 4        | 0        | MIA     | 9   | 7   | 0   | NYJ     | 8   | 8   | 0   | NE     | 5   | 11  | 0   | IND    | 4   | 12  | 0   |
| 1992 | MIA(2c)  | 11       | 5        | 0        | BUF(4s) | 11  | 5   | 0   | IND     | 9   | 7   | 0   | NYJ    | 4   | 12  | 0   | NE     | 2   | 14  | 0   |
| 1991 | BUF(1s)  | 13       | 3        | 0        | NYJ(6w) | 8   | 8   | 0   | MIA     | 8   | 8   | 0   | NE     | 6   | 10  | 0   | IND    | 1   | 15  | 0   |
| 1990 | BUF(1s)  | 13       | 3        | 0        | MIA(4d) | 12  | 4   | 0   | IND     | 7   | 9   | 0   | NYJ    | 6   | 10  | 0   | NE     | 1   | 15  | 0   |
| 1989 | BUF(3d)  | 9        | 7        | 0        | IND     | 8   | 8   | 0   | MIA     | 8   | 8   | 0   | NE     | 5   | 11  | 0   | NYJ    | 4   | 12  | 0   |
| 1988 | BUF(2c)  | 12       | 4        | 0        | IND     | 9   | 7   | 0   | NE      | 9   | 7   | 0   | NYJ    | 8   | 7   | 1   | MIA    | 6   | 10  | 0   |
| 1987 | IND(3d)  | 9        | 6        | 0        | NE      | 8   | 7   | 0   | MIA     | 8   | 7   | 0   | BUF    | 7   | 8   | 0   | NYJ    | 6   | 9   | 0   |
| 1986 | NE(3d)   | 11       | 5        | 0        | NYJ(4d) | 10  | 6   | 0   | MIA     | 8   | 8   | 0   | BUF    | 4   | 12  | 0   | IND    | 3   | 13  | 0   |
| 1985 | MIA(2c)  | 12       | 4        | 0        | NYJ(4w) | 11  | 5   | 0   | NE(5s)  | 11  | 5   | 0   | IND    | 5   | 11  | 0   | BUF    | 2   | 14  | 0   |
| 1984 | MIA(1s)  | 14       | 2        | 0        | NE      | 9   | 7   | 0   | NYJ     | 7   | 9   | 0   | IND    | 4   | 12  | 0   | BUF    | 2   | 14  | 0   |
| 1983 | MIA(2d)  | 12       | 4        | 0        | NE      | 8   | 8   | 0   | BUF     | 8   | 8   | 0   | BAL    | 7   | 9   | 0   | NYJ    | 7   | 9   | 0   |
| 1982 | MIA(2s)  | 7        | 2        | 0        | NYJ(6c) | 6   | 3   | 0   | NE(7w)  | 5   | 4   | 0   | BUF    | 4   | 5   | 0   | BAL    | 0   | 8   | 1   |
| 1981 | MIA(2d)  | 11       | 4        | 1        | NYJ(4w) | 10  | 5   | 1   | BUF(5d) | 10  | 6   | 0   | BAL    | 2   | 14  | 0   | NE     | 2   | 14  | 0   |
| 1980 | BUF(3d)  | 11       | 5        | 0        | NE      | 10  | 6   | 0   | MIA     | 8   | 8   | 0   | BAL    | 7   | 9   | 0   | NYJ    | 4   | 12  | 0   |
| 1979 | MIA(3d)  | 10       | 6        | 0        | NE      | 9   | 7   | 0   | NYJ     | 8   | 8   | 0   | BUF    | 7   | 9   | 0   | BAL    | 5   | 11  | 0   |
| 1978 | NE(2d)   | 11       | 5        | 0        | MIA(4w) | 11  | 5   | 0   | NYJ     | 8   | 8   | 0   | BUF    | 5   | 11  | 0   | BAL    | 5   | 11  | 0   |
| 1977 | BAL(2d)  | 10       | 4        | 0        | MIA     | 10  | 4   | 0   | NE      | 9   | 5   | 0   | BUF    | 3   | 11  | 0   | NYJ    | 3   | 11  | 0   |
| 1976 | BAL(2d)  | 11       | 3        | 0        | NE(4d)  | 11  | 3   | 0   | MIA     | 6   | 8   | 0   | NYJ    | 3   | 11  | 0   | BUF    | 2   | 12  | 0   |
| 1975 | BAL(3d)  | 10       | 4        | 0        | MIA     | 10  | 4   | 0   | BUF     | 8   | 6   | 0   | NYJ    | 3   | 11  | 0   | NE     | 3   | 11  | 0   |
| 1974 | MIA(d)   | 11       | 3        | 0        | BUF(d)  | 9   | 5   | 0   | NE      | 7   | 7   | 0   | NYJ    | 7   | 7   | 0   | BAL    | 2   | 12  | 0   |
| 1973 | MIA(v)   | 12       | 2        | 0        | BUF     | 9   | 5   | 0   | NE      | 5   | 9   | 0   | NYJ    | 4   | 10  | 0   | BAL    | 4   | 10  | 0   |
| 1972 | MIA(v)   | 14       | 0        | 0        | NYJ     | 7   | 7   | 0   | BAL     | 5   | 9   | 0   | BUF    | 4   | 9   | 1   | NE     | 3   | 11  | 0   |
| 1971 | MIA(s)   | 10       | 3        | 1        | BAL(c)  | 10  | 4   | 0   | NE      | 6   | 8   | 0   | NYJ    | 6   | 8   | 0   | BUF    | 1   | 13  | 0   |
| 1970 | BAL(v)   | 11       | 2        | 1        | MIA(d)  | 10  | 4   | 0   | NYJ     | 4   | 10  | 0   | BUF    | 3   | 10  | 1   | BOS    | 2   | 12  | 0   |

#### AFL東地区
- BUF：バッファロー・ビルズ、HOU：ヒューストン・オイラーズ、BOS：ボストン・ペイトリオッツ、NY：ニューヨーク・タイタンズ→ニューヨーク・ジェッツ、MIA：マイアミ・ドルフィンズ
- 括弧内の文字はV：スーパーボウル（AFL-NFLワールドチャンピオンシップゲーム）優勝、s：スーパーボウル敗退・AFL優勝、a：AFL決勝敗退、d：ディビジョナルプレーオフ敗退、v：AFL優勝（AFL-NFLワールドチャンピオンシップゲーム設立前）

| 年                 | 地区優勝 | 地区優勝 | 地区優勝 | 地区優勝 | 2位    | 2位 | 2位 | 2位 | 3位    | 3位 | 3位 | 3位 | 4位    | 4位 | 4位 | 4位 | 5位    | 5位 | 5位 | 5位 |
| 年                 | チーム   | 勝       | 負       | 分       | チーム | 勝  | 負  | 分  | チーム | 勝  | 負  | 分  | チーム | 勝  | 負  | 分  | チーム | 勝  | 負  | 分  |
| ------------------ | -------- | -------- | -------- | -------- | ------ | --- | --- | --- | ------ | --- | --- | --- | ------ | --- | --- | --- | ------ | --- | --- | --- |
| 1969               | NY(d)    | 10       | 4        | 0        | HOU(d) | 6   | 6   | 2   | BOS    | 4   | 10  | 0   | BUF    | 4   | 10  | 0   | MIA    | 3   | 10  | 1   |
| 1968               | NY(V)    | 11       | 3        | 0        | HOU    | 7   | 7   | 0   | MIA    | 5   | 8   | 1   | BOS    | 4   | 10  | 0   | BUF    | 1   | 12  | 1   |
| 1967               | HOU(a)   | 9        | 4        | 1        | NY     | 8   | 5   | 1   | BUF    | 4   | 10  | 0   | MIA    | 4   | 10  | 0   | BOS    | 3   | 10  | 1   |
| 1966               | BUF(a)   | 9        | 4        | 1        | BOS    | 8   | 4   | 2   | NY     | 6   | 6   | 2   | HOU    | 3   | 11  | 0   | MIA    | 3   | 11  | 0   |
| スーパーボウル開始 |          |          |          |          |        |     |     |     |        |     |     |     |        |     |     |     |        |     |     |     |
| 1965               | BUF(a)   | 10       | 3        | 1        | NY     | 5   | 8   | 1   | BOS    | 4   | 8   | 2   | HOU    | 4   | 10  | 0   |        |     |     |     |
| 1964               | BUF(v)   | 12       | 2        | 0        | BOS    | 10  | 3   | 1   | NY     | 5   | 8   | 1   | HOU    | 4   | 10  | 0   |        |     |     |     |
| 1963               | BOS(a)   | 7        | 6        | 1        | BUF(d) | 7   | 6   | 1   | HOU    | 6   | 8   | 0   | NY     | 5   | 8   | 1   |        |     |     |     |
| 1962               | HOU(a)   | 11       | 3        | 0        | BOS    | 9   | 4   | 1   | BUF    | 7   | 6   | 1   | NY     | 5   | 9   | 0   |        |     |     |     |
| 1961               | HOU(v)   | 10       | 3        | 1        | BOS    | 9   | 4   | 1   | NY     | 7   | 7   | 0   | BUF    | 6   | 8   | 0   |        |     |     |     |
| 1960               | HOU(v)   | 10       | 4        | 0        | NY     | 7   | 7   | 0   | BUF    | 5   | 8   | 1   | BOS    | 5   | 9   | 0   |        |     |     |     |

### プレーオフ
Note: 勝 = 勝, 敗 = 敗, 分 = 引分
| シーズン | 勝 | 敗 | 分 | 最終順位      | プレーオフ |
| -------- | -- | -- | -- | ------------- | --- |
| 1963     | 7  | 6  | 1  | AFL東地区2位  | AFL東地区プレーオフ敗退 8-26（ボストン・ペイトリオッツ） |
| 1964     | 12 | 2  | 0  | AFL東地区優勝 | AFLチャンピオンシップ優勝 20-7（サンディエゴ・チャージャーズ） |
| 1965     | 10 | 3  | 1  | AFL東地区優勝 | AFLチャンピオンシップ優勝 23-0（サンディエゴ・チャージャーズ） |
| 1966     | 9  | 4  | 1  | AFL東地区優勝 | AFLチャンピオンシップ敗退 7-31（カンザスシティ・チーフス） |
| 1974     | 9  | 5  | 0  | AFC東地区2位  | ディビジョナル・プレーオフ敗退 14-32（ピッツバーグ・スティーラーズ） |
| 1980     | 11 | 5  | 0  | AFC東地区優勝 | ディビジョナル・プレーオフ敗退 14-20（サンディエゴ・チャージャーズ） |
| 1981     | 10 | 6  | 0  | AFC東地区3位  | ワイルドカード勝利 31-27（ニューヨーク・ジェッツ） ディビジョナル・プレーオフ敗退 21-28（シンシナティ・ベンガルズ） |
| 1988     | 12 | 4  | 0  | AFC東地区優勝 | ディビジョナル・プレーオフ勝利 17-10（ヒューストン・オイラーズ） カンファレンス・チャンピオンシップ敗退 10-21（シンシナティ・ベンガルズ） |
| 1989     | 9  | 7  | 0  | AFC東地区優勝 | ディビジョナル・プレーオフ敗退 30-34（クリーブランド・ブラウンズ） |
| 1990     | 13 | 3  | 0  | AFC東地区優勝 | ディビジョナル・プレーオフ勝利 44-34（マイアミ・ドルフィンズ） カンファレンス・チャンピオンシップ勝利 51-3（ロサンゼルス・レイダース） 第25回スーパーボウル敗退 19-20 （ニューヨーク・ジャイアンツ）                                                   |
| 1991     | 13 | 3  | 0  | AFC東地区優勝 | ディビジョナル・プレーオフ勝利 37-14（カンザスシティ・チーフス） カンファレンス・チャンピオンシップ勝利 10-7（デンバー・ブロンコス） 第26回スーパーボウル敗退 24-37（ワシントン・レッドスキンズ）                                                      |
| 1992     | 11 | 5  | 0  | AFC東地区2位  | ワイルドカード勝利 41-38（ヒューストン・オイラーズ） ディビジョナル・プレーオフ勝利 24-3（ピッツバーグ・スティーラーズ） カンファレンス・チャンピオンシップ勝利 29-10（マイアミ・ドルフィンズ） 第27回スーパーボウル敗退 17-52（ダラス・カウボーイズ） |
| 1993     | 12 | 4  | 0  | AFC東地区優勝 | ディビジョナル・プレーオフ勝利 29-23（ロサンゼルス・レイダース） カンファレンス・チャンピオンシップ勝利 30-13（カンザスシティ・チーフス） 第28回スーパーボウル敗退 13-30（ダラス・カウボーイズ）                                                       |
| 1995     | 10 | 6  | 0  | AFC東地区優勝 | ワイルドカード勝利 37-22（マイアミ・ドルフィンズ） ディビジョナル・プレーオフ敗退 21-40（ピッツバーグ・スティーラーズ） |
| 1996     | 10 | 6  | 0  | AFC東地区2位  | ワイルドカード敗退 27-30（ジャクソンビル・ジャガーズ） |
| 1998     | 10 | 6  | 0  | AFC東地区3位  | ワイルドカード敗退 17-24（マイアミ・ドルフィンズ） |
| 1999     | 11 | 5  | 0  | AFC東地区2位  | ワイルドカード敗退 16-23（テネシー・タイタンズ） |
| 2017     | 9  | 7  | 0  | AFC東地区2位  | ワイルドカード敗退 3-10（ジャクソンビル・ジャガーズ） |
| 2019     | 10 | 6  | 0  | AFC東地区2位  | ワイルドカード敗退 19-22（ヒューストン・テキサンズ） |
| 2020     | 13 | 3  | 0  | AFC東地区1位  | ワイルドカード勝利 27-24（インディアナポリス・コルツ） ディビジョナル・プレーオフ勝利 17-3 (ボルティモア・レイヴンズ) カンファレンス・チャンピオンシップ敗退 24-38 (カンサスシティ・チーフス                                                           |
| 2021     | 11 | 6  | 0  | AFC東地区1位  | ワイルドカード勝利 47-17（ニューイングランド・ペイトリオッツ） ディビジョナル・プレーオフ敗退 36-42 (カンサスシティ・チーフス) |

## 主な選手

### 永久欠番
| バッファロー・ビルズ 永久欠番一覧 |                    |                |            |           |
| 背番号                            | 名前               | 名前           | ポジション | 在籍期間  |
| 12                                | ジム・ケリー       | Jim Kelly      | QB         | 1986–1996 |
| 34                                | サーマン・トーマス | Thurman Thomas | RB         | 1988–1999 |
| 78                                | ブルース・スミス   | Bruce Smith    | DE         | 1985–1999 |

永久欠番にはなっていないものの以下の番号は選手の栄誉を讃え、現在使用されていない。
- 44 エルバート・デューベニオン (Elbert Dubenion), WR, 1960–1968

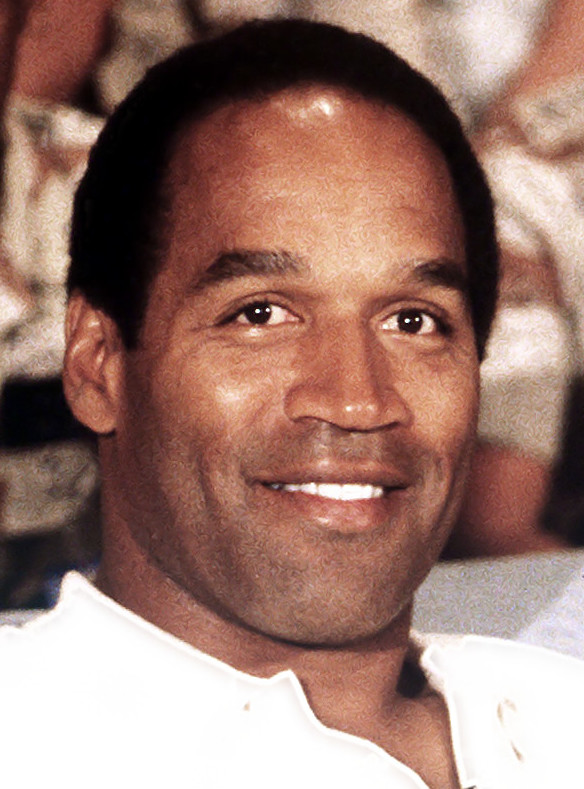
O・J・シンプソン
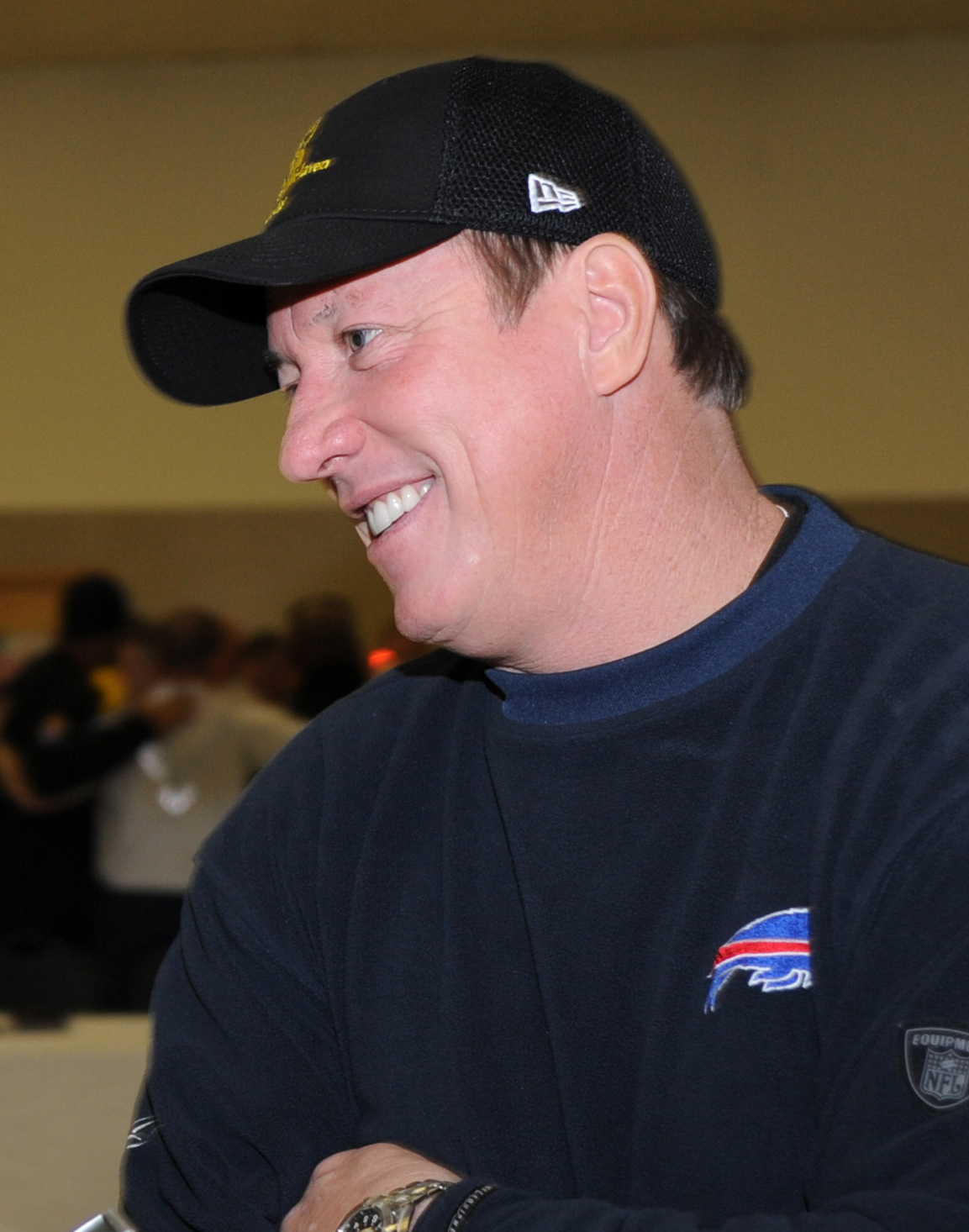
66 ビリー・ショー (Billy Shaw), OG, 1961–1969
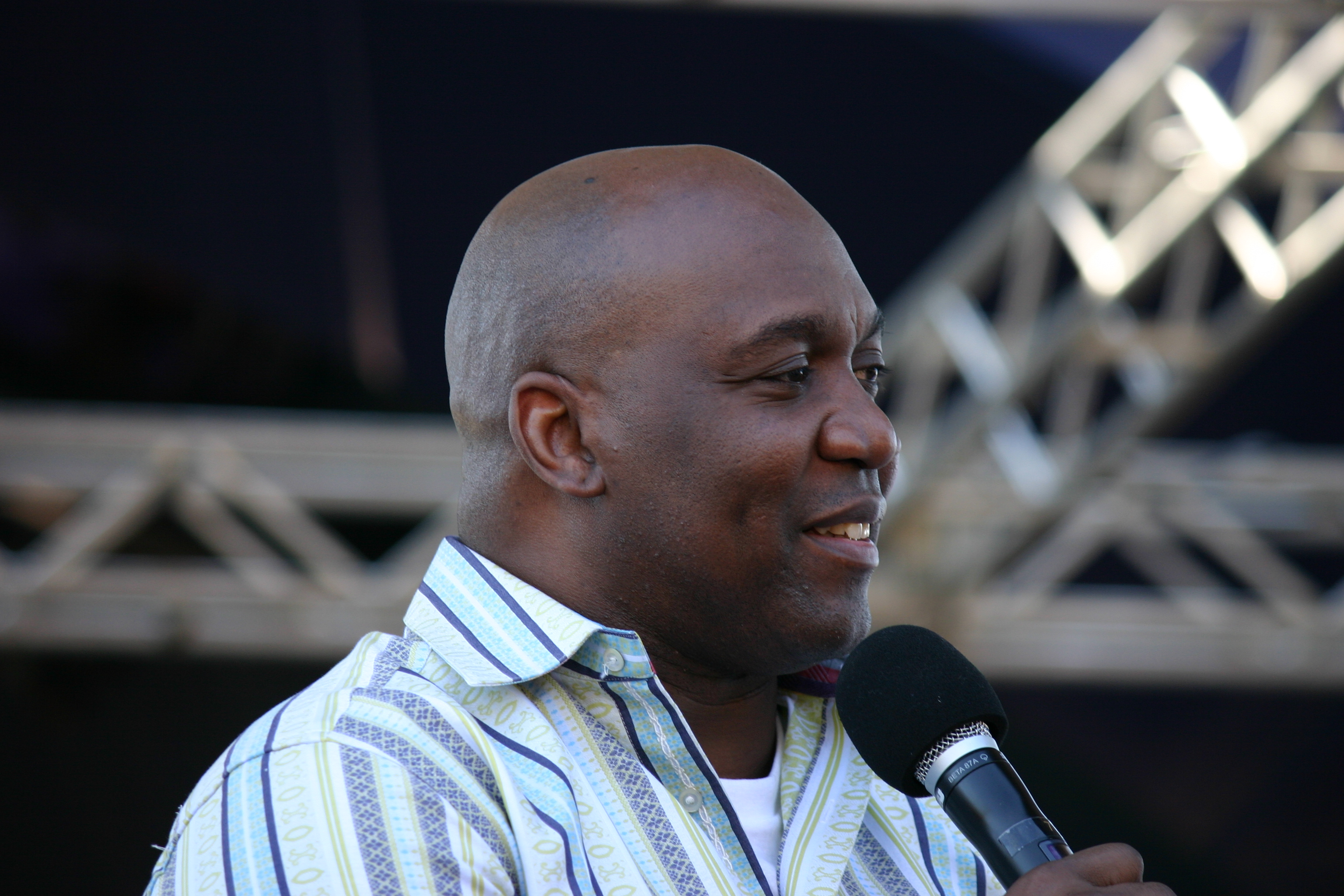
サーマン・トーマス
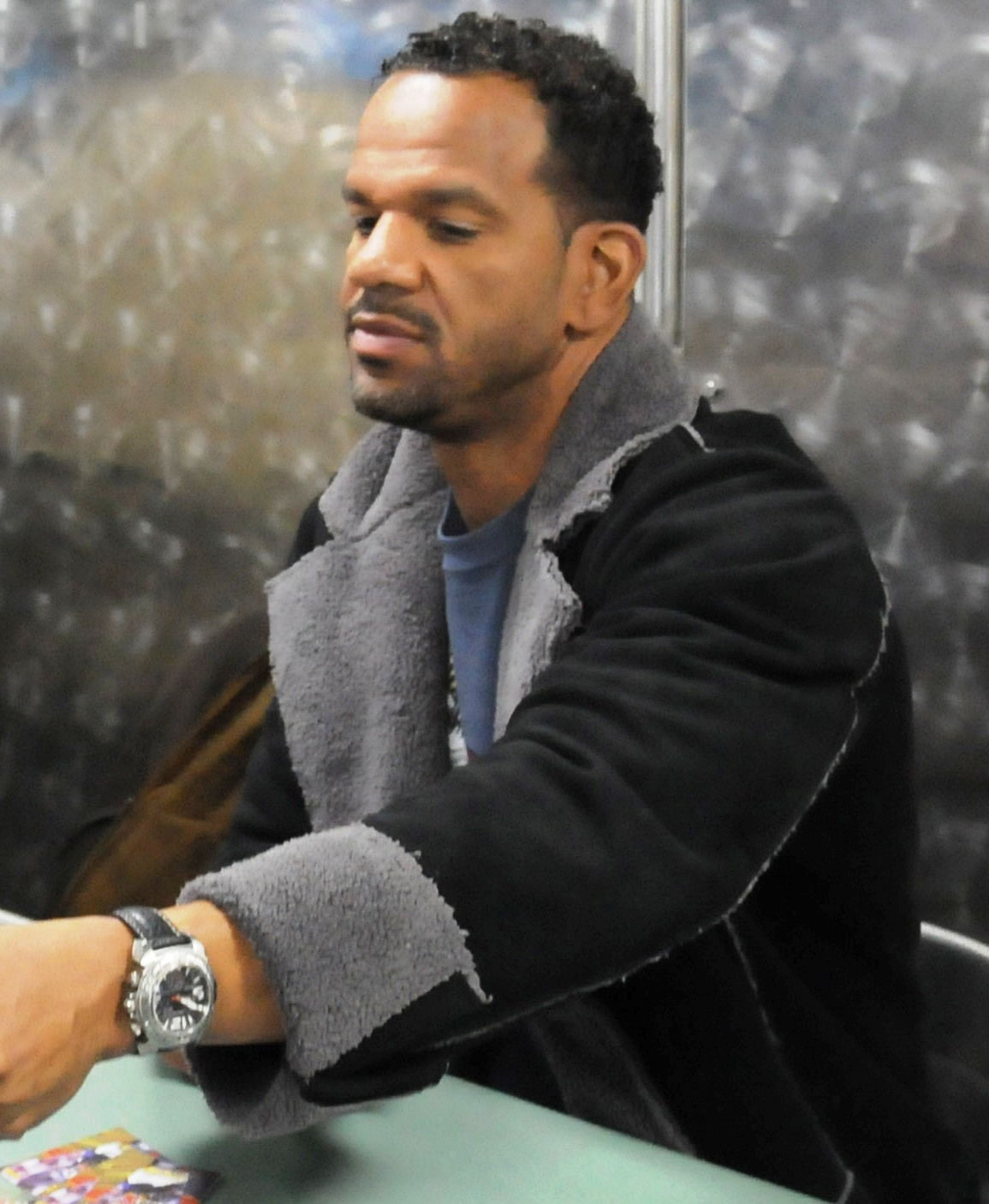
83 アンドレ・リード (Andre Reed), WR, 1985–1999[注 1]

### プロフットボール殿堂
| プロフットボール殿堂入りメンバー一覧 |                      |                   |              |                 |        |
| 選手                                 |                      |                   |              |                 |        |
| 背番号                               | 名前                 | 名前              | ポジション   | 在籍期間        | 選出年 |
| 32                                   | O・J・シンプソン     | O. J. Simpson     | RB           | 1969–1977       | 1985   |
| 66                                   | ビリー・ショー       | Billy Shaw        | OG           | 1961–1969       | 1999   |
| 12                                   | ジム・ケリー         | Jim Kelly         | QB           | 1986–1996       | 2002   |
| 80                                   | ジェームズ・ロフトン | James Lofton      | WR           | 1989–1992       | 2003   |
| 68                                   | ジョー・ドゥラムリア | Joe DeLamielleure | OG           | 1973–1979, 1985 | 2003   |
| 34                                   | サーマン・トーマス   | Thurman Thomas    | RB           | 1988–1999       | 2007   |
| 78                                   | ブルース・スミス     | Bruce Smith       | DE           | 1985–1999       | 2009   |
| 83                                   | アンドレ・リード     | Andre Reed        | WR           | 1985–1999       | 2014   |
| 81                                   | テレル・オーウェンス | Terrell Owens     | WR           | 2009            | 2018   |
| 16                                   | トム・フローレス     | Tom Flores        | QB           | 1967–1969       | 2021   |
| -                                    | トム・フローレス     | Tom Flores        | コーチ       | 1971            | 2021   |
| コーチ・エグゼクティブ               |                      |                   |              |                 |        |
| 名前                                 | 名前                 | 名前              | 役職         | 在籍期間        | 選出年 |
| マーブ・リービー                     | マーブ・リービー     | Marv Levy         | ヘッドコーチ | 1986–1997       | 2001   |
| マーブ・リービー                     | マーブ・リービー     | Marv Levy         | GM           | 2006–2007       | 2001   |
| ラルフ・ウィルソン                   | ラルフ・ウィルソン   | Ralph Wilson      | オーナー     | 1959–2014       | 2009   |
| ビル・ポリアン                       | ビル・ポリアン       | Bill Polian       | GM           | 1984–1992       | 2015   |

- O・J・シンプソン
- ジム・ケリー
- サーマン・トーマス
- アンドレ・リード

## 歴代ヘッドコーチ
- バスター・ラムジー (1960 - 1961)
- ルー・セイバン (1962 - 1965)
- ジョー・コリエル (1966 - 1968)
- ハーベイ・ジョンソン (1968)
- ジョン・ラウチ (1969 - 1970)
- ハーベイ・ジョンソン (1971)
- ルー・セイバン (1972 - 1976)
- ジム・リンゴ (1976 - 1977)
- チャック・ノックス (1978 - 1982)
- ケイ・スティーブンソン (1983 - 1985)
- ハンク・ブローフ (1985 - 1986)
- マーブ・リービー (1986 - 1997)
- ウェイド・フィリップス (1998 - 2000)
- グレッグ・ウィリアムズ (2001 - 2003)
- マイク・ムラーキー (2004 - 2005)
- ディック・ジャーロン (2006 - 2009)
- ペリー・フューウェル (2009)
- チャン・ゲイリー (2010 - 2012)
- ダグ・マローン (2013 - 2014)
- レックス・ライアン (2015 - 2016)
- ショーン・マクダーモット (2017 - 現在)

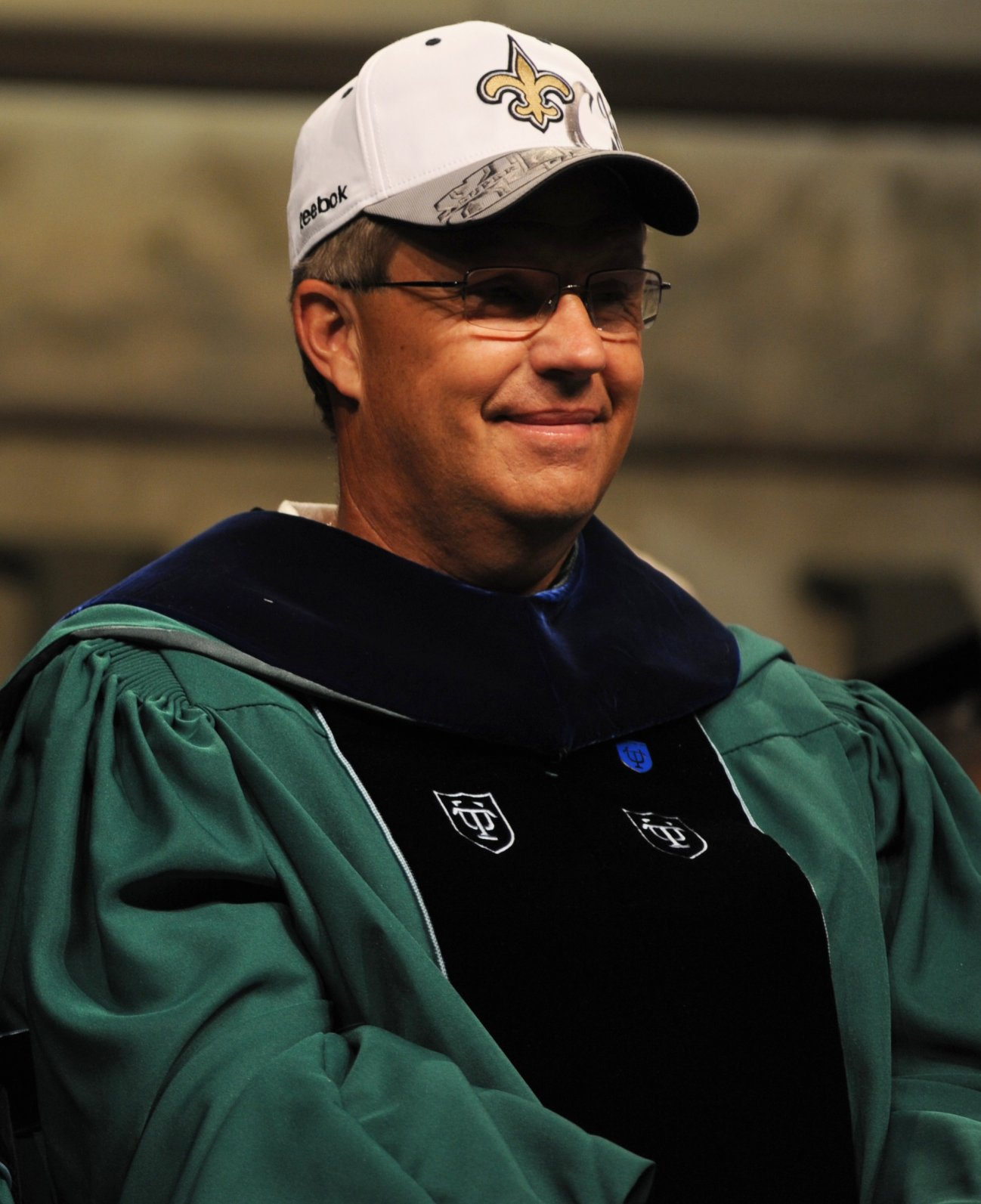
グレッグ・ウィリアムズ

## その他
- AFCで4年連続チャンピオンとなった唯一のチームである。
- スーパーボウルではビルズの4連敗を含めて第19回から第31回まで13年連続AFCのチームは敗れている。
- スペシャルチームのスティーブ・タスカーは7回プロボウルに選ばれて1993年にはプロボウルのMVPを受賞した。

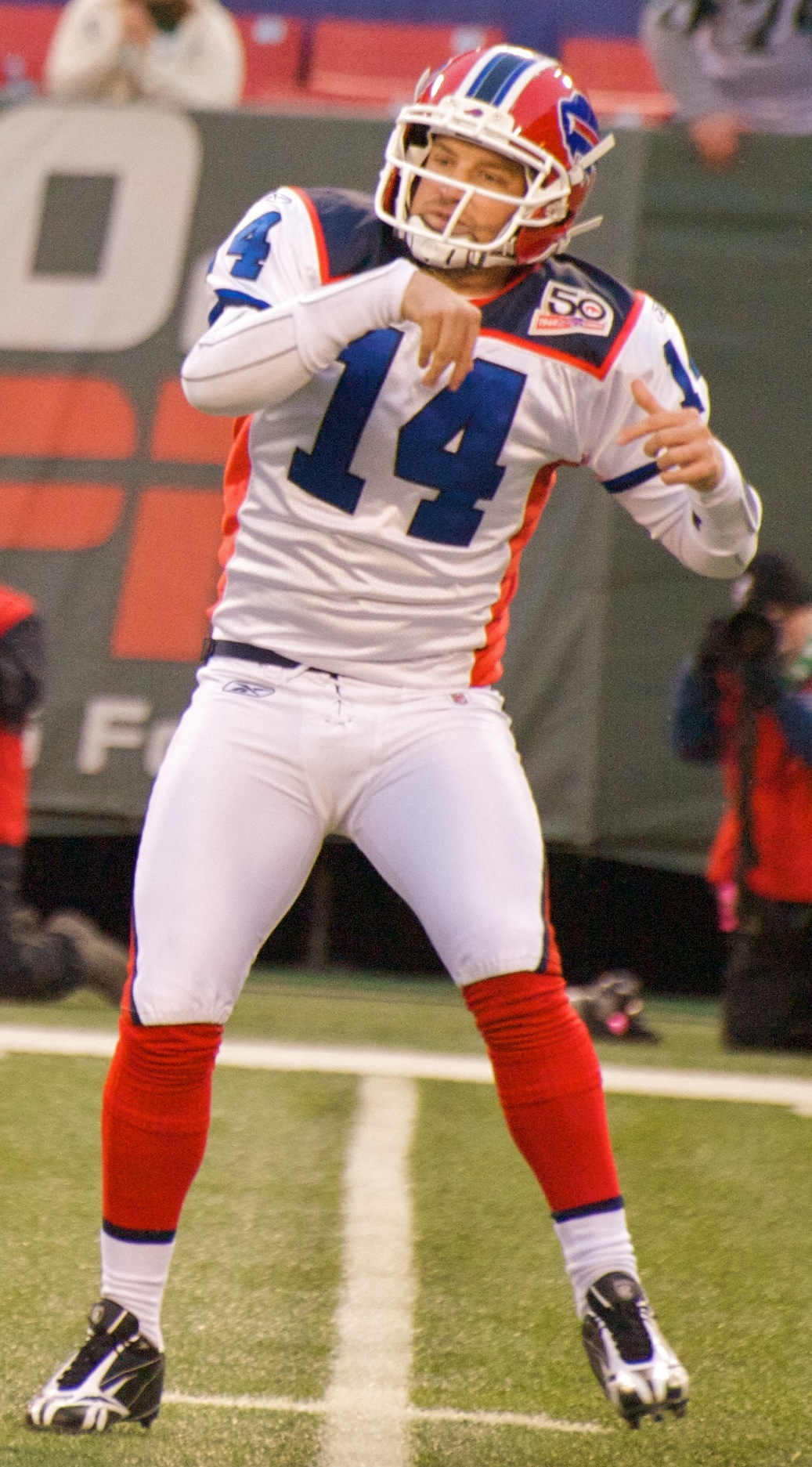
ライアン・フィッツパトリック
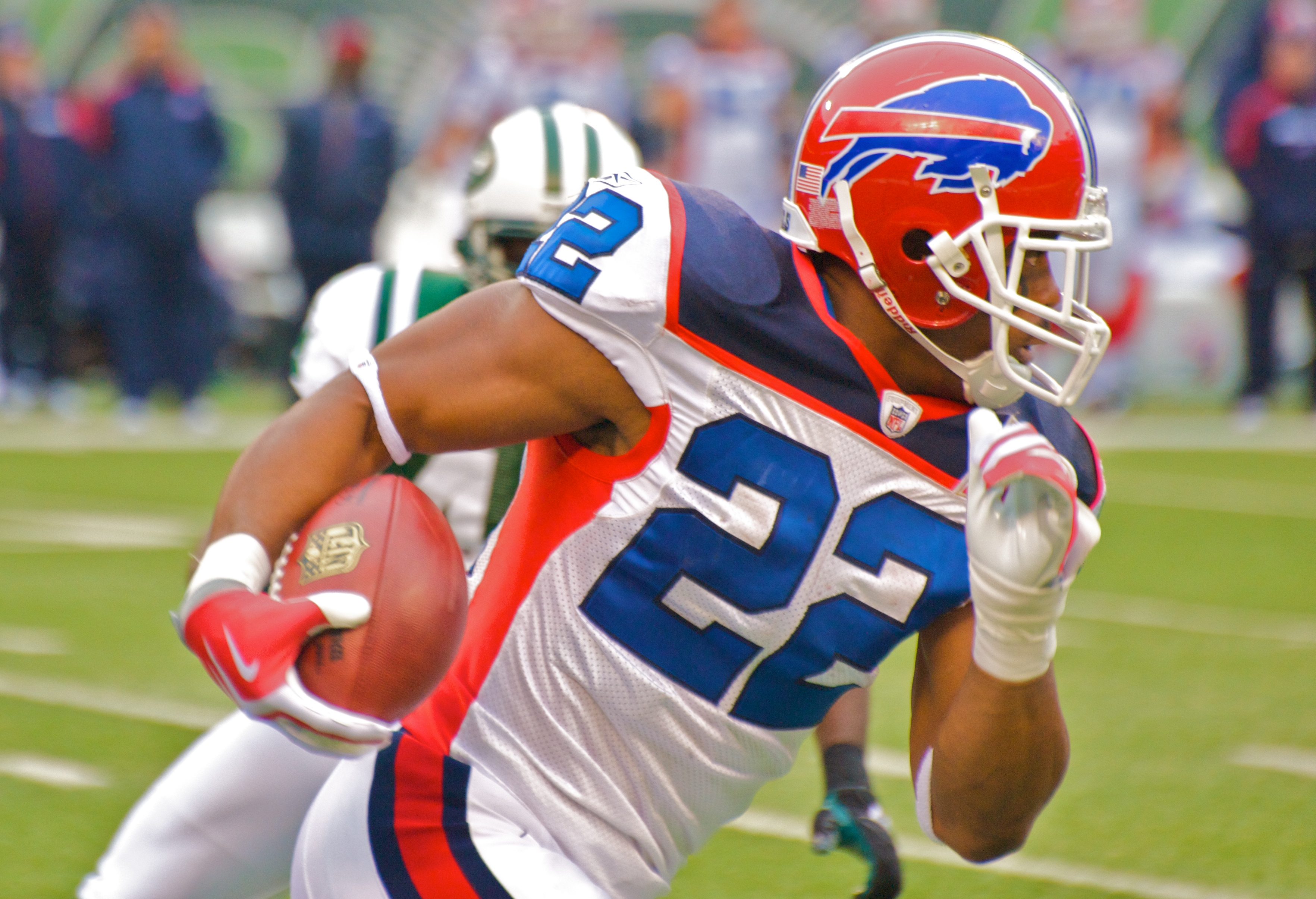
フレッド・ジャクソン
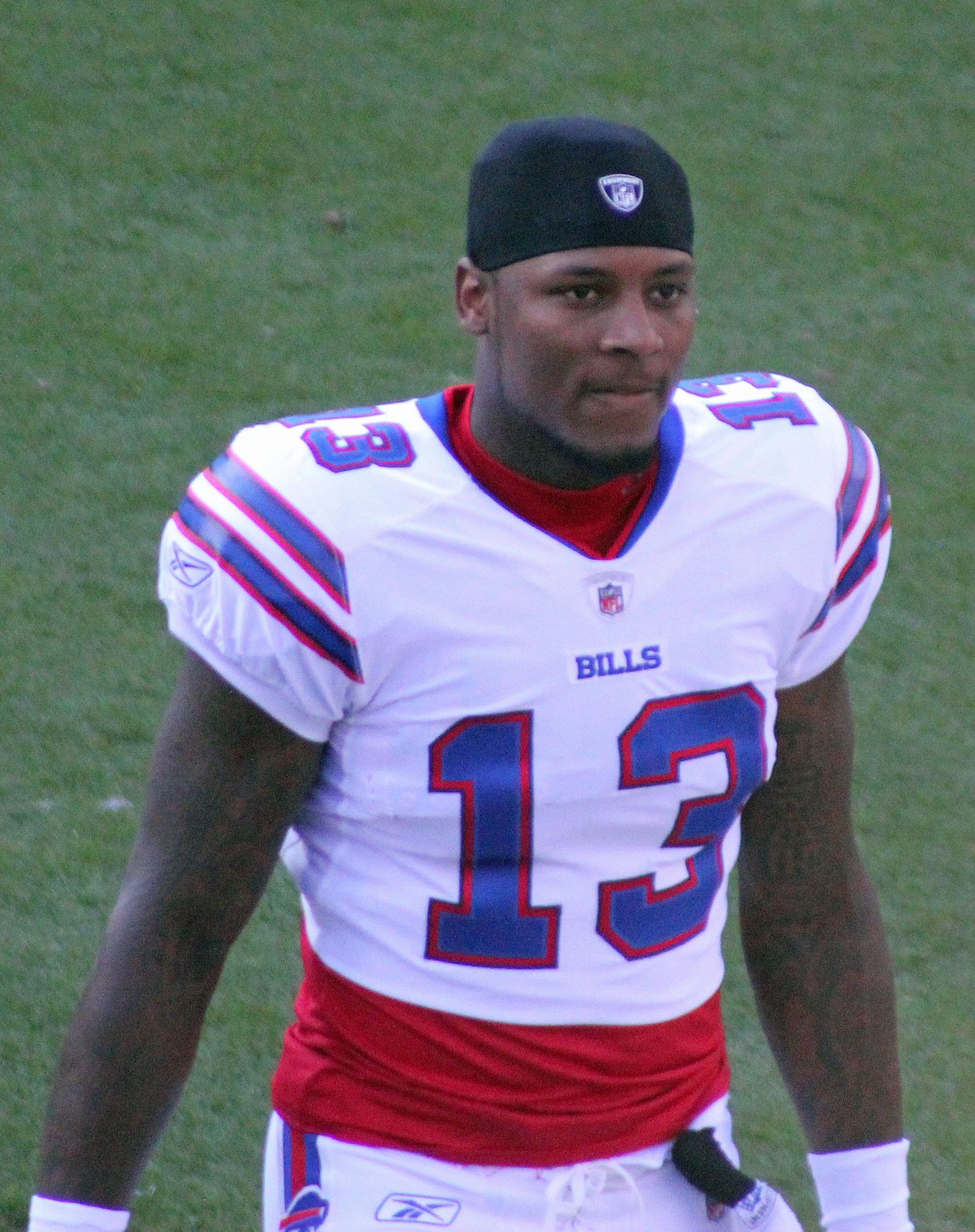
スティーブ・ジョンソン